# VW Passat B5
Der VW Passat B5 (Typ 3B) ist ein Mittelklasse-Fahrzeug von Volkswagen. Er löste im Herbst 1996 den Passat B4 ab.
Das Ursprungsmodell des Passat B5 wurde von August 1996 (Variant: ab April 1997) bis September 2000 produziert, während das überarbeitete Fahrzeug 'B5 GP' von Oktober 2000 bis Februar 2005 hergestellt wurde. „GP“ stand für „Große Produktaufwertung“, ein Eigenname von VW für Modellpflege, die in diesem Fall hauptsächlich auf äußerlichen Änderungen basierte. Das Fahrzeug wurde in Deutschland in den zwei VW-Werken (Emden und Mosel) produziert.
Im Frühjahr 2005 gelangte in Deutschland der Passat B6 als Nachfolger in den Verkauf.

## Passat B5 (1996–2000)
| Sterne im Euro-NCAP-Crashtest |

Der Passat B5 wurde offiziell am 11. Oktober 1996 für das Modelljahr 1997 eingeführt. Er bietet besonders gute Platzverhältnisse im Fond. Anders als bei den Vorgängermodellen B4 und VW Passat B3 35i ab 1988 ist der Motor des B5 wieder längs eingebaut. Der Antriebsstrang entspricht dem des Ende 1994 eingeführten Audi A4. Beide nutzten die Plattform PL45.
Mit dem B5 wollte Volkswagen neue Qualitätsstandards für zukünftige VW-Fahrzeuge setzen: Die Karosserie wurde aus elektrolytisch verzinkten Blechen gefertigt und VW gab eine elfjährige Garantie gegen Durchrostung. Der B5 erhielt Lob für seinen Fahrkomfort; dazu trugen die verwindungssteife Karosserie, die Vierlenker-Vorderachse des Audi A4 sowie eine neu gestaltete hintere Verbundlenkerachse bei.
Der B5 war das erste VW-Modell mit einem CAN-Bus für die Komfortsysteme. Der CAN-Bus verursachte oft Probleme (beispielsweise mit der Zentralverriegelung). Um die mechanische Qualität einiger beweglicher Teile stand es anfangs ebenfalls schlecht: Lockere Spurstangen- und Traggelenke sowie vereinzelt Rostbildung an der Heckklappe waren ein Problem. Die zahlreichen Qualitätsprobleme hingen auch mit dem Kurs des damaligen „VW-Sparsanierers“ Lopez zusammen.
Viele Probleme wurden von VW im Laufe der Zeit behoben, wozu das Facelift im Herbst 2000 beitrug.

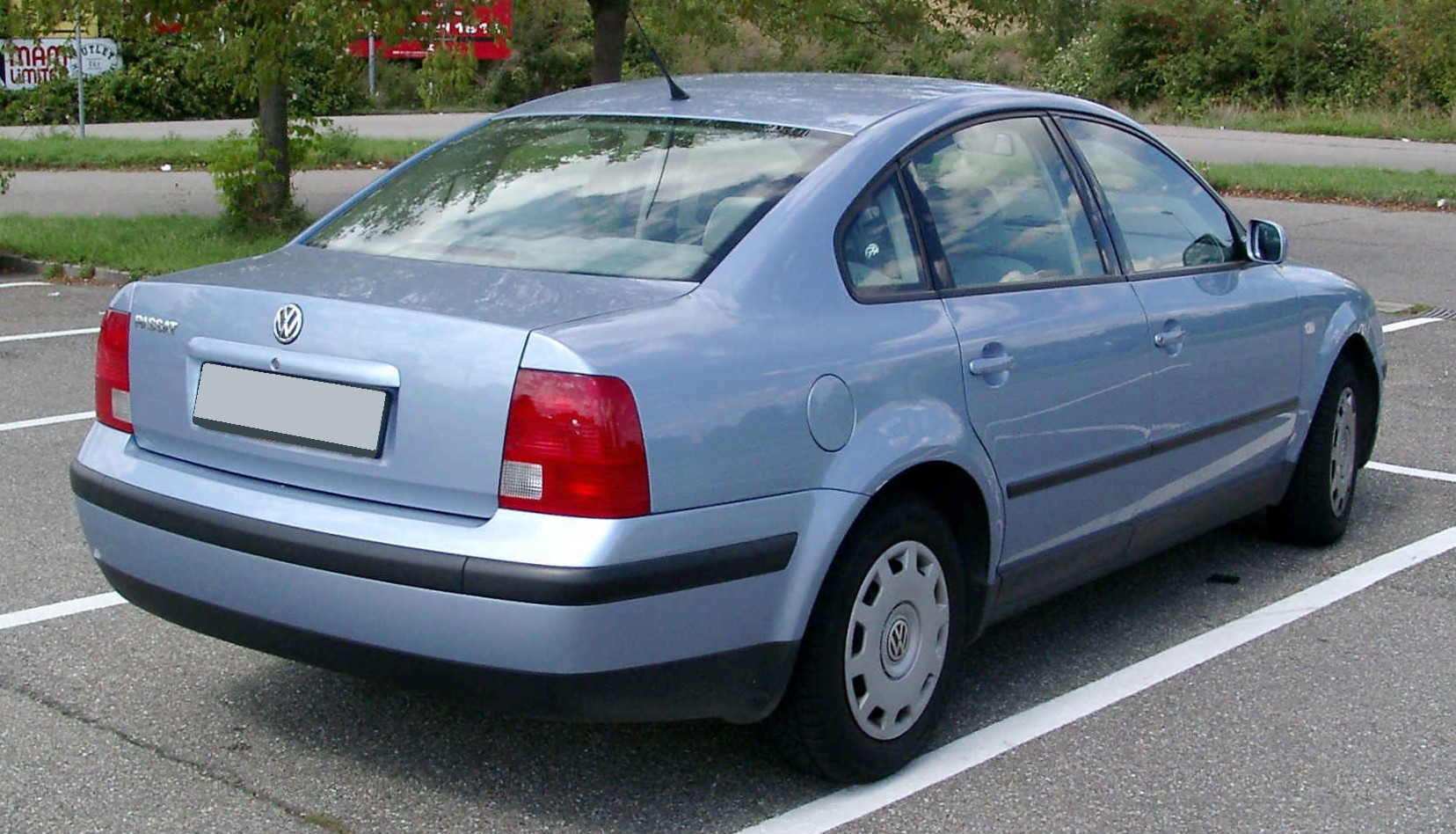
Heckansicht
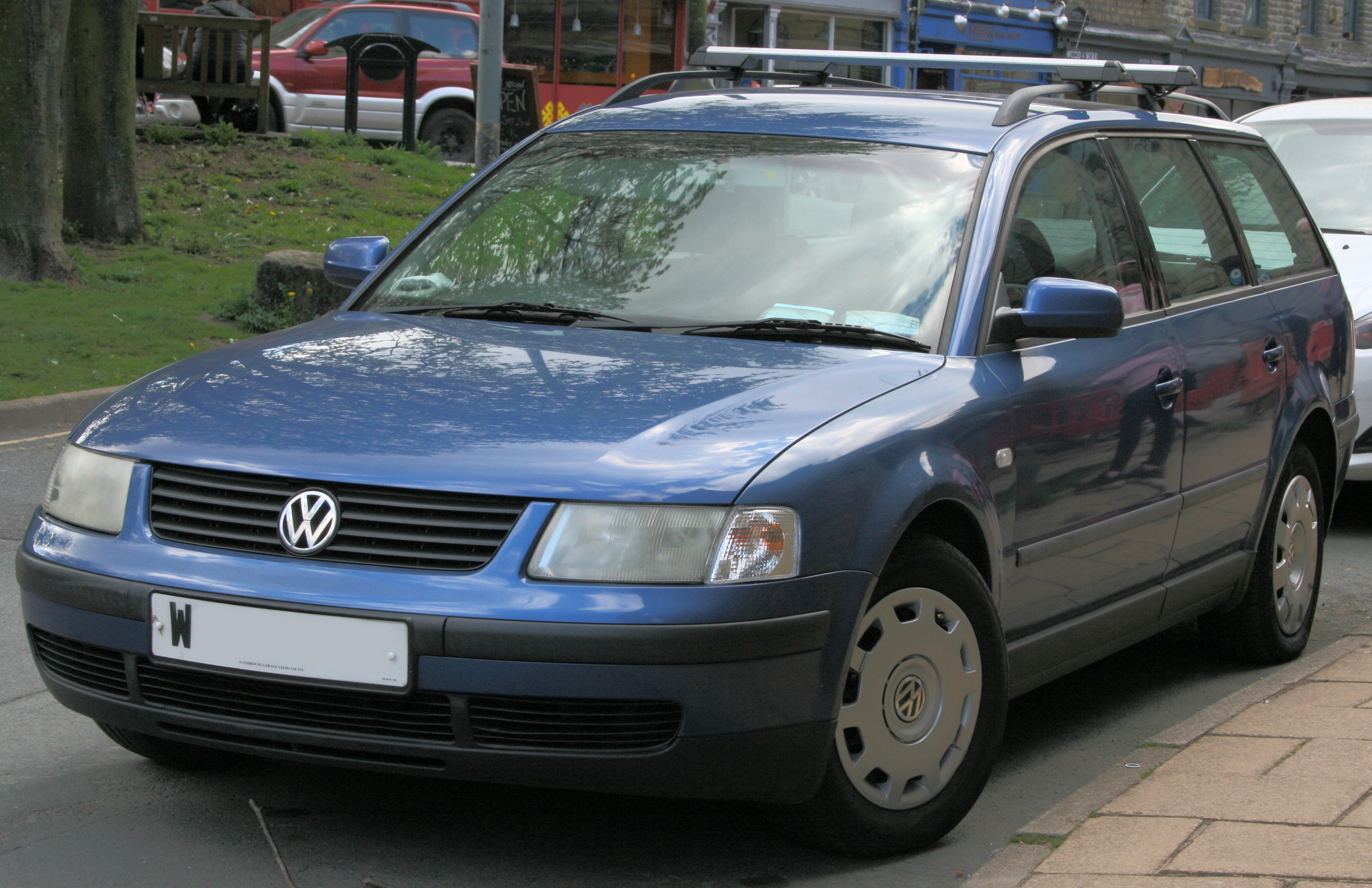
VW Passat Variant (1997–2000)
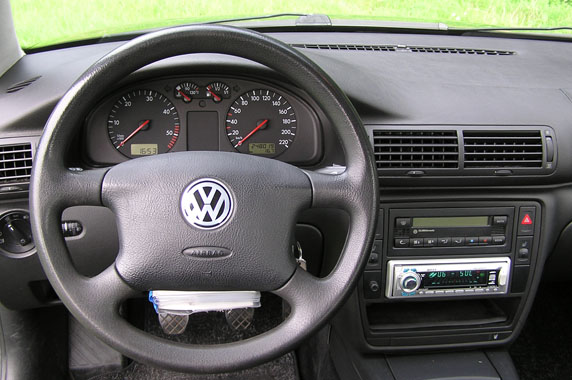
Cockpit (mit nicht originalem Radio)
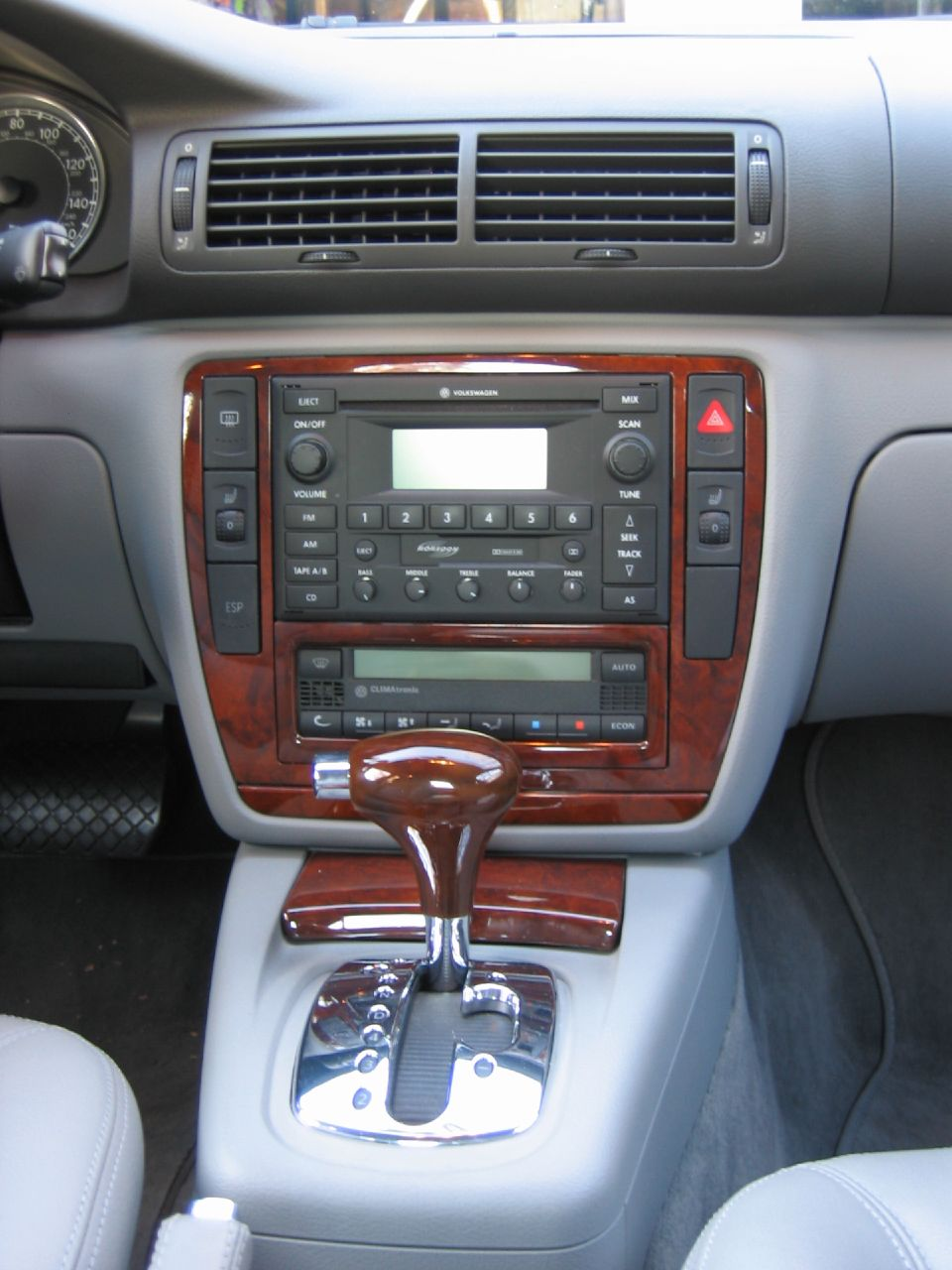
Mittelkonsole

### Technische Daten
Bei den Motoren 1.8 (92 kW/125 PS), 2.3 VR5 (110 kW/150 PS), 1.9 TDI (81 bzw. 85 kW/110 bzw. 116 PS) und 2.5 TDI (110 kW/150 PS) konnte außerdem ein Allradantrieb bestellt werden. Der 2.8 V6 (142 kW/193 PS) war serienmäßig mit dem Allradsystem Syncro bzw. 4Motion (ab April 1999) ausgestattet. Das Allradsystem bekam 1998 die neue Bezeichnung 4Motion. Dieses Allradsystem (Syncro bzw. 4Motion) ist baugleich mit dem quattro-Antrieb von Audi.

#### Ottomotoren
|                                             | 1.6                                                                                 | 1.6                                                                                 | 1.8                                                                                 | 1.8                                                                                 | 1.8 T                                                                               | 1.8 T                                                                               | 2.0                                                                                 | 2.3 VR5                                                                             | 2.8 V6                                                                              | 2.8 V6                                                                              |
| Bauzeitraum                                 | 08/1996–01/1998                                                                     | 02/1998–07/2000                                                                     | 08/1996–07/1997                                                                     | 08/1997–09/2000                                                                     | 08/1996–12/1998                                                                     | 01/1999–09/2000                                                                     | 01/2000–09/2000                                                                     | 08/1996–09/2000                                                                     | 08/1996–12/1998                                                                     | 01/1999–09/2000                                                                     |
| Motorkenndaten                              |                                                                                     |                                                                                     |                                                                                     |                                                                                     |                                                                                     |                                                                                     |                                                                                     |                                                                                     |                                                                                     |                                                                                     |
| Motorkennbuchstaben                         | ADP, AHL                                                                            | AHL, ARM, ANA                                                                       | ADR                                                                                 | ADR, APT, ARG, ANQ                                                                  | AEB                                                                                 | APU, ANB                                                                            | AUZ, ASU, AVA, AZM                                                                  | AGZ                                                                                 | ACK, ALG                                                                            | APR, AQD                                                                            |
| Motortyp                                    | R4-Ottomotor                                                                        | R4-Ottomotor                                                                        | R4-Ottomotor                                                                        | R4-Ottomotor                                                                        | R4-Ottomotor                                                                        | R4-Ottomotor                                                                        | R4-Ottomotor                                                                        | VR5-Ottomotor                                                                       | V6-Ottomotor                                                                        | V6-Ottomotor                                                                        |
| Anzahl Ventile pro Zylinder                 | 2                                                                                   | 2                                                                                   | 5                                                                                   | 5                                                                                   | 5                                                                                   | 5                                                                                   | 2                                                                                   | 2                                                                                   | 5                                                                                   | 5                                                                                   |
| Ventilsteuerung                             | OHC, Zahnriemen                                                                     | OHC, Zahnriemen                                                                     | DOHC, Zahnriemen                                                                    | DOHC, Zahnriemen                                                                    | DOHC, Zahnriemen                                                                    | DOHC, Zahnriemen                                                                    | OHC, Zahnriemen                                                                     | OHC, Kette                                                                          | 2 × DOHC, Zahnriemen/Kette                                                          | 2 × DOHC, Zahnriemen/Kette                                                          |
| Gemischaufbereitung                         | Saugrohreinspritzung                                                                | Saugrohreinspritzung                                                                | Saugrohreinspritzung                                                                | Saugrohreinspritzung                                                                | Saugrohreinspritzung                                                                | Saugrohreinspritzung                                                                | Saugrohreinspritzung                                                                | Saugrohreinspritzung                                                                | Saugrohreinspritzung                                                                | Saugrohreinspritzung                                                                |
| Motoraufladung                              | –                                                                                   | –                                                                                   | –                                                                                   | –                                                                                   | Turbolader, Ladeluftkühler                                                          | Turbolader, Ladeluftkühler                                                          | –                                                                                   | –                                                                                   | –                                                                                   | –                                                                                   |
| Kühlung                                     | Wasserkühlung                                                                       | Wasserkühlung                                                                       | Wasserkühlung                                                                       | Wasserkühlung                                                                       | Wasserkühlung                                                                       | Wasserkühlung                                                                       | Wasserkühlung                                                                       | Wasserkühlung                                                                       | Wasserkühlung                                                                       | Wasserkühlung                                                                       |
| Bohrung × Hub                               | 81,0 mm × 77,4 mm                                                                   | 81,0 mm × 77,4 mm                                                                   | 81,0 mm × 86,4 mm                                                                   | 81,0 mm × 86,4 mm                                                                   | 81,0 mm × 86,4 mm                                                                   | 81,0 mm × 86,4 mm                                                                   | 82,5 mm × 92,8 mm                                                                   | 81,0 mm × 90,2 mm                                                                   | 82,5 mm × 86,4 mm                                                                   | 82,5 mm × 86,4 mm                                                                   |
| Hubraum                                     | 1595 cm³                                                                            | 1595 cm³                                                                            | 1781 cm³                                                                            | 1781 cm³                                                                            | 1781 cm³                                                                            | 1781 cm³                                                                            | 1984 cm³                                                                            | 2324 cm³                                                                            | 2771 cm³                                                                            | 2771 cm³                                                                            |
| Verdichtungsverhältnis                      | 10,2:1                                                                              | 10,2:1                                                                              | 10,3:1                                                                              | 10,3:1                                                                              | 9,5:1                                                                               | 9,5:1                                                                               | 10,5:1                                                                              | 10,0:1                                                                              | 10,6:1 (1)                                                                          | 10,6:1 (1)                                                                          |
| max. Leistung bei min−1                     | 74 kW (101 PS) 5300                                                                 | 74 kW (101 PS) 5600                                                                 | 92 kW (125 PS) 5800                                                                 | 92 kW (125 PS) 5800                                                                 | 110 kW (150 PS) 5700                                                                | 110 kW (150 PS) 5700                                                                | 88 kW (120 PS) 5600                                                                 | 110 kW (150 PS) 6000                                                                | 142 kW (193 PS) 6000                                                                | 142 kW (193 PS) 6000                                                                |
| max. Drehmoment bei min−1                   | 140 Nm 3800                                                                         | 145 Nm 3800                                                                         | 173 Nm 3950                                                                         | 168 Nm 3500                                                                         | 210 Nm 1750–4600                                                                    | 210 Nm 1750–4600                                                                    | 175 Nm 2600                                                                         | 205 Nm 3200 (2)                                                                     | 280 Nm 3200                                                                         | 280 Nm 3200                                                                         |
| Kraftübertragung                            |                                                                                     |                                                                                     |                                                                                     |                                                                                     |                                                                                     |                                                                                     |                                                                                     |                                                                                     |                                                                                     |                                                                                     |
| Antrieb, serienmäßig                        | Vorderradantrieb                                                                    | Vorderradantrieb                                                                    | Vorderradantrieb                                                                    | Vorderradantrieb                                                                    | Vorderradantrieb                                                                    | Vorderradantrieb                                                                    | Vorderradantrieb                                                                    | Vorderradantrieb                                                                    | Allradantrieb                                                                       | Allradantrieb                                                                       |
| Antrieb, optional                           | –                                                                                   | –                                                                                   | Allrad- antrieb (3)                                                                 | Allrad- antrieb                                                                     | –                                                                                   | –                                                                                   | Allradantrieb                                                                       | Allradantrieb                                                                       | –                                                                                   | –                                                                                   |
| Getriebe, serienmäßig                       | 5-Gang-Schaltgetriebe                                                               | 5-Gang-Schaltgetriebe                                                               | 5-Gang-Schaltgetriebe                                                               | 5-Gang-Schaltgetriebe                                                               | 5-Gang-Schaltgetriebe                                                               | 5-Gang-Schaltgetriebe                                                               | 5-Gang-Schaltgetriebe                                                               | 5-Gang-Schaltgetriebe                                                               | 5-Gang-Schaltgetriebe                                                               | 5-Gang-Schaltgetriebe                                                               |
| Getriebe, optional                          | 4-Stufen-Automatikgetriebe                                                          | 4-Stufen-Automatikgetriebe                                                          | 4-Stufen-Automatikgetriebe                                                          | 4-Stufen-Automatikgetriebe                                                          | 5-Stufen-Tiptronic                                                                  | 5-Stufen-Tiptronic                                                                  | 4-Stufen-Automatik- getriebe                                                        | 5-Stufen-Tiptronic                                                                  | 5-Stufen-Tiptronic                                                                  | 5-Stufen-Tiptronic                                                                  |
| Messwerte (Limousine) (4)                   |                                                                                     |                                                                                     |                                                                                     |                                                                                     |                                                                                     |                                                                                     |                                                                                     |                                                                                     |                                                                                     |                                                                                     |
| Höchstgeschwindigkeit                       | 192 km/h (186 km/h)                                                                 | 191 km/h (185 km/h)                                                                 | 206 km/h (201 km/h) [202 km/h]                                                      | 206 km/h (201 km/h) [202 km/h]                                                      | 223 km/h (217 km/h)                                                                 | 221 km/h (215 km/h)                                                                 | 203 km/h (199 km/h) [195 km/h]                                                      | 221 km/h (215 km/h) [219 km/h]                                                      | [238 km/h] [(233 km/h)]                                                             | [238 km/h] [(233 km/h)]                                                             |
| Beschleunigung, 0–100 km/h                  | 12,7 s (15,0 s)                                                                     | 12,5 s (14,5 s)                                                                     | 10,9 s (12,7 s) [11,3 s]                                                            | 10,9 s (12,5 s) [11,3 s]                                                            | 8,7 s (10,1 s)                                                                      | 8,9 s (10,3 s)                                                                      | 11,1 s (12,4 s) [11,5 s]                                                            | 8,9 s (10,7 s) [9,4 s]                                                              | [7,6 s] [(9,5 s)]                                                                   | [7,7 s] [(9,7 s)]                                                                   |
| Kraftstoffverbrauch auf 100 km (kombiniert) | 8,0 l S (8,7 l S)                                                                   | 8,2 l S (8,8 l S)                                                                   | 8,6 l S (8,9 l S) [9,1 l S]                                                         | 8,5 l S (8,8 l S) [9,3 l S]                                                         | 8,1 l S (9,5 l S)                                                                   | 8,1 l S (9,5 l S)                                                                   | k. A. l S                                                                           | 9,6 l S (10,1 l S) [10,0 l S]                                                       | [10,5 l SP] [(10,9 l SP)]                                                           | [10,5 l SP] [(10,9 l SP)]                                                           |
| CO2-Emission (kombiniert)                   | 192 g/km (209 g/km)                                                                 | 194 g/km (209 g/km)                                                                 | 206 g/km (214 g/km) [218 g/km]                                                      | 204 g/km (211 g/km) [223 g/km]                                                      | 194 g/km (228 g/km)                                                                 | 194 g/km (228 g/km)                                                                 | k. A. g/km                                                                          | 230 g/km (242 g/km) [240 g/km]                                                      | [252 g/km] [(262 g/km)]                                                             | [252 g/km] [(262 g/km)]                                                             |
| Messwerte (Variant) (4)                     |                                                                                     |                                                                                     |                                                                                     |                                                                                     |                                                                                     |                                                                                     |                                                                                     |                                                                                     |                                                                                     |                                                                                     |
| Höchstgeschwindigkeit                       | 186 km/h (180 km/h)                                                                 | 184 km/h (178 km/h)                                                                 | 200 km/h (195 km/h)                                                                 | 200 km/h (195 km/h) [196 km/h]                                                      | 217 km/h (211 km/h)                                                                 | 214 km/h (208 km/h)                                                                 | 196 km/h (192 km/h) [192 km/h]                                                      | 214 km/h (208 km/h) [212 km/h]                                                      | [232 km/h] [(227 km/h)]                                                             | [232 km/h] [(227 km/h)]                                                             |
| Beschleunigung, 0–100 km/h                  | 13,1 s (15,0 s)                                                                     | 13,1 s (15,2 s)                                                                     | 11,2 s (12,9 s)                                                                     | 11,2 s (12,7 s) [11,6 s]                                                            | 8,9 s (10,3 s)                                                                      | 9,1 s (10,5 s)                                                                      | 11,3 s (12,6 s) [11,7 s]                                                            | 9,1 s (10,9 s) [9,6 s]                                                              | 7,9 s [(10,0 s)]                                                                    | 7,9 s [(10,0 s)]                                                                    |
| Kraftstoffverbrauch auf 100 km (kombiniert) | 8,3 l S (8,8 l S)                                                                   | 8,2 l S (8,9 l S)                                                                   | 8,8 l S (9,2 l S)                                                                   | 8,7 l S (9,0 l S) [9,4 l S]                                                         | 8,1 l S (9,4 l S)                                                                   | 8,4 l S (9,5 S)                                                                     | k. A. l S                                                                           | 9,7 l S (10,5 l S) [10,3 l S]                                                       | [10,7 l SP] [(11,1 l SP)]                                                           | [10,7 l SP] [(11,1 l SP)]                                                           |
| CO2-Emission (kombiniert)                   | 199 g/km (211 g/km)                                                                 | 197 g/km (214 g/km)                                                                 | 211 g/km (221 g/km)                                                                 | 209 g/km (216 g/km) [226 g/km]                                                      | 194 g/km (226 g/km)                                                                 | 202 g/km (228 g/km)                                                                 | k. A. g/km                                                                          | 233 g/km (252 g/km) [247 g/km]                                                      | [257 g/km] [(266 g/km)]                                                             | [257 g/km] [(266 g/km)]                                                             |
| Fahrwerk und Maße                           |                                                                                     |                                                                                     |                                                                                     |                                                                                     |                                                                                     |                                                                                     |                                                                                     |                                                                                     |                                                                                     |                                                                                     |
| Radaufhängung vorn                          | 2 Querlenker unten, 2 Querlenker oben, Kurvenstabilisator, Schraubenfedern          | 2 Querlenker unten, 2 Querlenker oben, Kurvenstabilisator, Schraubenfedern          | 2 Querlenker unten, 2 Querlenker oben, Kurvenstabilisator, Schraubenfedern          | 2 Querlenker unten, 2 Querlenker oben, Kurvenstabilisator, Schraubenfedern          | 2 Querlenker unten, 2 Querlenker oben, Kurvenstabilisator, Schraubenfedern          | 2 Querlenker unten, 2 Querlenker oben, Kurvenstabilisator, Schraubenfedern          | 2 Querlenker unten, 2 Querlenker oben, Kurvenstabilisator, Schraubenfedern          | 2 Querlenker unten, 2 Querlenker oben, Kurvenstabilisator, Schraubenfedern          | 2 Querlenker unten, 2 Querlenker oben, Kurvenstabilisator, Schraubenfedern          | 2 Querlenker unten, 2 Querlenker oben, Kurvenstabilisator, Schraubenfedern          |
| Radaufhängung hinten                        | Verbundlenkerachse (4motion: Doppelquerlenker), Kurvenstabilisator, Schraubenfedern | Verbundlenkerachse (4motion: Doppelquerlenker), Kurvenstabilisator, Schraubenfedern | Verbundlenkerachse (4motion: Doppelquerlenker), Kurvenstabilisator, Schraubenfedern | Verbundlenkerachse (4motion: Doppelquerlenker), Kurvenstabilisator, Schraubenfedern | Verbundlenkerachse (4motion: Doppelquerlenker), Kurvenstabilisator, Schraubenfedern | Verbundlenkerachse (4motion: Doppelquerlenker), Kurvenstabilisator, Schraubenfedern | Verbundlenkerachse (4motion: Doppelquerlenker), Kurvenstabilisator, Schraubenfedern | Verbundlenkerachse (4motion: Doppelquerlenker), Kurvenstabilisator, Schraubenfedern | Verbundlenkerachse (4motion: Doppelquerlenker), Kurvenstabilisator, Schraubenfedern | Verbundlenkerachse (4motion: Doppelquerlenker), Kurvenstabilisator, Schraubenfedern |
| Bremsen                                     | Scheibenbremsen rundum, ABS, a.W. ASR/ESP                                           | Scheibenbremsen rundum, ABS, a.W. ASR/ESP                                           | Scheibenbremsen rundum, ABS, a.W. ASR/ESP                                           | Scheibenbremsen rundum, ABS, a.W. ASR/ESP                                           | Scheibenbremsen rundum, ABS, a.W. ASR/ESP                                           | Scheibenbremsen rundum, ABS, a.W. ASR/ESP                                           | Scheibenbremsen rundum, ABS, a.W. ASR/ESP                                           | Scheibenbremsen rundum, ABS, a.W. ASR/ESP                                           | Scheibenbremsen rundum, ABS, a.W. ASR/ESP                                           | Scheibenbremsen rundum, ABS, a.W. ASR/ESP                                           |
| Lenkung                                     | Zahnstangenlenkung mit Servo                                                        | Zahnstangenlenkung mit Servo                                                        | Zahnstangenlenkung mit Servo                                                        | Zahnstangenlenkung mit Servo                                                        | Zahnstangenlenkung mit Servo                                                        | Zahnstangenlenkung mit Servo                                                        | Zahnstangenlenkung mit Servo                                                        | Zahnstangenlenkung mit Servo                                                        | Zahnstangenlenkung mit Servo                                                        | Zahnstangenlenkung mit Servo                                                        |
| Karosserie                                  | Stahlblech, selbsttragend                                                           | Stahlblech, selbsttragend                                                           | Stahlblech, selbsttragend                                                           | Stahlblech, selbsttragend                                                           | Stahlblech, selbsttragend                                                           | Stahlblech, selbsttragend                                                           | Stahlblech, selbsttragend                                                           | Stahlblech, selbsttragend                                                           | Stahlblech, selbsttragend                                                           | Stahlblech, selbsttragend                                                           |
| Spurweite vorn/hinten                       | 1498/1500 mm                                                                        | 1498/1500 mm                                                                        | 1498/1500 mm                                                                        | 1498/1500 mm                                                                        | 1498/1500 mm                                                                        | 1498/1500 mm                                                                        | 1498/1500 mm                                                                        | 1498/1500 mm                                                                        | 1498/1500 mm                                                                        | 1498/1500 mm                                                                        |
| Radstand                                    | 2705 mm                                                                             | 2705 mm                                                                             | 2705 mm                                                                             | 2705 mm                                                                             | 2705 mm                                                                             | 2705 mm                                                                             | 2705 mm                                                                             | 2705 mm                                                                             | 2705 mm                                                                             | 2705 mm                                                                             |
| Länge                                       | 4675 mm (Variant: 4669 mm)                                                          | 4675 mm (Variant: 4669 mm)                                                          | 4675 mm (Variant: 4669 mm)                                                          | 4675 mm (Variant: 4669 mm)                                                          | 4675 mm (Variant: 4669 mm)                                                          | 4675 mm (Variant: 4669 mm)                                                          | 4675 mm (Variant: 4669 mm)                                                          | 4675 mm (Variant: 4669 mm)                                                          | 4675 mm (Variant: 4669 mm)                                                          | 4675 mm (Variant: 4669 mm)                                                          |

Die Verfügbarkeit der Motoren war von Modell, Ausstattung und Markt abhängig.

#### Dieselmotoren
|                                             | 1.9 TDI                                                                             | 1.9 TDI                                                                             | 1.9 TDI                                                                             | 1.9 TDI                                                                             | 1.9 TDI                                                                             | 1.9 TDI                                                                             | 1.9 TDI                                                                             | 2.5 TDI                                                                             |
| Bauzeitraum                                 | 08/1996–09/2000                                                                     | 05/1998–09/2000                                                                     | 08/1996–08/1999                                                                     | 08/1999–09/2000                                                                     | 02/2000–09/2000                                                                     | 01/1999–12/1999                                                                     | 01/2000–09/2000                                                                     | 08/1998–09/2000                                                                     |
| Motorkenndaten                              |                                                                                     |                                                                                     |                                                                                     |                                                                                     |                                                                                     |                                                                                     |                                                                                     |                                                                                     |
| Motorkennbuchstaben                         | AHU                                                                                 | AHH                                                                                 | AFN                                                                                 | AVG                                                                                 | AVB                                                                                 | AJM                                                                                 | ATJ                                                                                 | AFB, AKN                                                                            |
| Motortyp                                    | R4-Dieselmotor                                                                      | R4-Dieselmotor                                                                      | R4-Dieselmotor                                                                      | R4-Dieselmotor                                                                      | R4-Dieselmotor                                                                      | R4-Dieselmotor                                                                      | R4-Dieselmotor                                                                      | V6-Dieselmotor                                                                      |
| Anzahl Ventile pro Zylinder                 | 2                                                                                   | 2                                                                                   | 2                                                                                   | 2                                                                                   | 2                                                                                   | 2                                                                                   | 2                                                                                   | 4                                                                                   |
| Ventilsteuerung                             | OHC, Zahnriemen                                                                     | OHC, Zahnriemen                                                                     | OHC, Zahnriemen                                                                     | OHC, Zahnriemen                                                                     | OHC, Zahnriemen                                                                     | OHC, Zahnriemen                                                                     | OHC, Zahnriemen                                                                     | 2 × DOHC, Zahnriemen                                                                |
| Gemischaufbereitung                         | Direkteinspritzung mit VEP                                                          | Direkteinspritzung mit VEP                                                          | Direkteinspritzung mit VEP                                                          | Direkteinspritzung mit VEP                                                          | Pumpe-Düse-System                                                                   | Pumpe-Düse-System                                                                   | Pumpe-Düse-System                                                                   | Direkteinspritzung mit VEP                                                          |
| Motoraufladung                              | Turbolader, Ladeluftkühler                                                          | Turbolader, Ladeluftkühler                                                          | Turbolader, Ladeluftkühler                                                          | Turbolader, Ladeluftkühler                                                          | Turbolader, Ladeluftkühler                                                          | Turbolader, Ladeluftkühler                                                          | Turbolader, Ladeluftkühler                                                          | Turbolader, Ladeluftkühler                                                          |
| Kühlung                                     | Wasserkühlung                                                                       | Wasserkühlung                                                                       | Wasserkühlung                                                                       | Wasserkühlung                                                                       | Wasserkühlung                                                                       | Wasserkühlung                                                                       | Wasserkühlung                                                                       | Wasserkühlung                                                                       |
| Bohrung × Hub                               | 79,5 mm × 95,5 mm                                                                   | 79,5 mm × 95,5 mm                                                                   | 79,5 mm × 95,5 mm                                                                   | 79,5 mm × 95,5 mm                                                                   | 79,5 mm × 95,5 mm                                                                   | 79,5 mm × 95,5 mm                                                                   | 79,5 mm × 95,5 mm                                                                   | 78,3 mm × 86,4 mm                                                                   |
| Hubraum                                     | 1896 cm³                                                                            | 1896 cm³                                                                            | 1896 cm³                                                                            | 1896 cm³                                                                            | 1896 cm³                                                                            | 1896 cm³                                                                            | 1896 cm³                                                                            | 2496 cm³                                                                            |
| Verdichtungsverhältnis                      | 19,5:1                                                                              | 19,5:1                                                                              | 19,5:1                                                                              | 19,5:1                                                                              | 19,0:1                                                                              | 18,0:1                                                                              | 18,0:1                                                                              | 19,5:1                                                                              |
| max. Leistung bei min−1                     | 66 kW (90 PS) 4000                                                                  | 66 kW (90 PS) 4000                                                                  | 81 kW (110 PS) 4150                                                                 | 81 kW (110 PS) 4150                                                                 | 74 kW (101 PS) 4000                                                                 | 85 kW (115 PS) 4000                                                                 | 85 kW (115 PS) 4000                                                                 | 110 kW (150 PS) 4000                                                                |
| max. Drehmoment bei min−1                   | 210 Nm 1900 (1)                                                                     | 210 Nm 1900 (1)                                                                     | 235 Nm 1900                                                                         | 235 Nm 1900                                                                         | 250 Nm 1900                                                                         | 285 Nm 1900                                                                         | 310 Nm 1900                                                                         | 310 Nm 1500–3200                                                                    |
| Kraftübertragung                            |                                                                                     |                                                                                     |                                                                                     |                                                                                     |                                                                                     |                                                                                     |                                                                                     |                                                                                     |
| Antrieb, serienmäßig                        | Vorderradantrieb                                                                    | Vorderradantrieb                                                                    | Vorderradantrieb                                                                    | Vorderradantrieb                                                                    | Vorderradantrieb                                                                    | Vorderradantrieb                                                                    | Vorderradantrieb                                                                    | Vorderradantrieb                                                                    |
| Antrieb, optional                           | –                                                                                   | –                                                                                   | Allrad- antrieb (2)                                                                 | Allrad- antrieb                                                                     | –                                                                                   | –                                                                                   | Allradantrieb                                                                       | Allradantrieb                                                                       |
| Getriebe, serienmäßig                       | 5-Gang-Schaltgetriebe                                                               | 5-Gang-Schaltgetriebe                                                               | 5-Gang-Schaltgetriebe                                                               | 5-Gang-Schaltgetriebe                                                               | 5-Gang-Schaltgetriebe                                                               | 5-Gang-Schaltgetriebe                                                               | 6-Gang-Schaltgetriebe                                                               | 6-Gang-Schaltgetriebe                                                               |
| Getriebe, optional                          | 4-Stufen-Automatikgetriebe                                                          | 4-Stufen-Automatikgetriebe                                                          | 4-Stufen-Automatikgetriebe                                                          | 4-Stufen-Automatikgetriebe                                                          | –                                                                                   | 5-Stufen-Tiptronic                                                                  | 5-Stufen-Tiptronic                                                                  | 5-Stufen-Tiptronic                                                                  |
| Messwerte (Limousine) (3)                   |                                                                                     |                                                                                     |                                                                                     |                                                                                     |                                                                                     |                                                                                     |                                                                                     |                                                                                     |
| Höchstgeschwindigkeit                       | 184 km/h (178 km/h)                                                                 | 183 km/h (176 km/h)                                                                 | 196 km/h (194 km/h) [194 km/h]                                                      | 196 km/h (193 km/h) [193 km/h]                                                      | 191 km/h                                                                            | 200 km/h (197 km/h)                                                                 | 200 km/h (197 km/h) [197 km/h]                                                      | 220 km/h (214 km/h) [216 km/h]                                                      |
| Beschleunigung, 0–100 km/h                  | 13,9 s (15,3 s)                                                                     | 13,5 s (15,6 s)                                                                     | 11,7 s (12,9 s) [12,1 s]                                                            | 11,3 s (12,9 s) [12,1 s]                                                            | 12,4 s                                                                              | 10,7 s (12,3 s)                                                                     | 10,8 s (12,3 s) [11,2 s]                                                            | 9,4 s (10,5 s) [9,8 s]                                                              |
| Kraftstoffverbrauch auf 100 km (kombiniert) | 5,4 l D (6,5 l D)                                                                   | 5,3 l D (6,5 l D)                                                                   | 5,3 l D (6,5 l D) [5,8 l D]                                                         | 5,3 l D (6,6 l D) [5,8 l D]                                                         | 5,4 l D                                                                             | 5,3 l D (6,8 l D)                                                                   | 5,5 l D (6,8 l D) [5,9 l D]                                                         | 6,9 l D (7,8 l D) [7,9 l D]                                                         |
| CO2-Emission (kombiniert)                   | 146 g/km (176 g/km)                                                                 | 143 g/km (176 g/km)                                                                 | 143 g/km (176 g/km) [159 g/km]                                                      | 143 g/km (178 g/km) [157 g/km]                                                      | 146 g/km                                                                            | 143 g/km (184 g/km)                                                                 | 149 g/km (184 g/km) [162 g/km]                                                      | 186 g/km (211 g/km) [213 g/km]                                                      |
| Messwerte (Variant) (3)                     |                                                                                     |                                                                                     |                                                                                     |                                                                                     |                                                                                     |                                                                                     |                                                                                     |                                                                                     |
| Höchstgeschwindigkeit                       | 178 km/h (171 km/h)                                                                 | 176 km/h (169 km/h)                                                                 | 190 km/h (188 km/h)                                                                 | 189 km/h (186 km/h) [186 km/h]                                                      | 184 km/h                                                                            | 194 km/h (190 km/h)                                                                 | 194 km/h (190 km/h) [190 km/h]                                                      | 214 km/h (208 km/h) [211 km/h]                                                      |
| Beschleunigung, 0–100 km/h                  | 14,2 s (15,7 s)                                                                     | 13,8 s (16,0 s)                                                                     | 11,9 s (13,3 s)                                                                     | 11,5 s (13,3 s) [12,3 s]                                                            | 12,8 s                                                                              | 11,0 s (12,6 s)                                                                     | 11,0 s (12,6 s) [11,5 s]                                                            | 9,6 s (10,8 s) [10,0 s]                                                             |
| Kraftstoffverbrauch auf 100 km (kombiniert) | 5,6 l D (6,7 l D)                                                                   | 5,5 l D (6,7 l D)                                                                   | 5,5 l D (6,7 l D)                                                                   | 5,5 l D (6,7 l D) [6,1 l D]                                                         | 5,5 l D                                                                             | 5,5 l D (6,9 l D)                                                                   | 5,6 l D (6,9 l D) [6,1 l D]                                                         | 7,0 l D (8,1 l D) [8,0 l D]                                                         |
| CO2-Emission (kombiniert)                   | 151 g/km (181 g/km)                                                                 | 148 g/km (181 g/km)                                                                 | 149 g/km (181 g/km)                                                                 | 149 g/km (181 g/km) [165 g/km]                                                      | 149 g/km                                                                            | 149 g/km (186 g/km)                                                                 | 151 g/km (186 g/km) [165 g/km]                                                      | 189 g/km (219 g/km) [216 g/km]                                                      |
| Fahrwerk und Maße                           |                                                                                     |                                                                                     |                                                                                     |                                                                                     |                                                                                     |                                                                                     |                                                                                     |                                                                                     |
| Radaufhängung vorn                          | 2 Querlenker unten, 2 Querlenker oben, Kurvenstabilisator, Schraubenfedern          | 2 Querlenker unten, 2 Querlenker oben, Kurvenstabilisator, Schraubenfedern          | 2 Querlenker unten, 2 Querlenker oben, Kurvenstabilisator, Schraubenfedern          | 2 Querlenker unten, 2 Querlenker oben, Kurvenstabilisator, Schraubenfedern          | 2 Querlenker unten, 2 Querlenker oben, Kurvenstabilisator, Schraubenfedern          | 2 Querlenker unten, 2 Querlenker oben, Kurvenstabilisator, Schraubenfedern          | 2 Querlenker unten, 2 Querlenker oben, Kurvenstabilisator, Schraubenfedern          | 2 Querlenker unten, 2 Querlenker oben, Kurvenstabilisator, Schraubenfedern          |
| Radaufhängung hinten                        | Verbundlenkerachse (4motion: Doppelquerlenker), Kurvenstabilisator, Schraubenfedern | Verbundlenkerachse (4motion: Doppelquerlenker), Kurvenstabilisator, Schraubenfedern | Verbundlenkerachse (4motion: Doppelquerlenker), Kurvenstabilisator, Schraubenfedern | Verbundlenkerachse (4motion: Doppelquerlenker), Kurvenstabilisator, Schraubenfedern | Verbundlenkerachse (4motion: Doppelquerlenker), Kurvenstabilisator, Schraubenfedern | Verbundlenkerachse (4motion: Doppelquerlenker), Kurvenstabilisator, Schraubenfedern | Verbundlenkerachse (4motion: Doppelquerlenker), Kurvenstabilisator, Schraubenfedern | Verbundlenkerachse (4motion: Doppelquerlenker), Kurvenstabilisator, Schraubenfedern |
| Bremsen                                     | Scheibenbremsen rundum, ABS, a.W. ASR/ESP                                           | Scheibenbremsen rundum, ABS, a.W. ASR/ESP                                           | Scheibenbremsen rundum, ABS, a.W. ASR/ESP                                           | Scheibenbremsen rundum, ABS, a.W. ASR/ESP                                           | Scheibenbremsen rundum, ABS, a.W. ASR/ESP                                           | Scheibenbremsen rundum, ABS, a.W. ASR/ESP                                           | Scheibenbremsen rundum, ABS, a.W. ASR/ESP                                           | Scheibenbremsen rundum, ABS, a.W. ASR/ESP                                           |
| Lenkung                                     | Zahnstangenlenkung mit Servo                                                        | Zahnstangenlenkung mit Servo                                                        | Zahnstangenlenkung mit Servo                                                        | Zahnstangenlenkung mit Servo                                                        | Zahnstangenlenkung mit Servo                                                        | Zahnstangenlenkung mit Servo                                                        | Zahnstangenlenkung mit Servo                                                        | Zahnstangenlenkung mit Servo                                                        |
| Karosserie                                  | Stahlblech, selbsttragend                                                           | Stahlblech, selbsttragend                                                           | Stahlblech, selbsttragend                                                           | Stahlblech, selbsttragend                                                           | Stahlblech, selbsttragend                                                           | Stahlblech, selbsttragend                                                           | Stahlblech, selbsttragend                                                           | Stahlblech, selbsttragend                                                           |
| Spurweite vorn/hinten                       | 1498/1500 mm                                                                        | 1498/1500 mm                                                                        | 1498/1500 mm                                                                        | 1498/1500 mm                                                                        | 1498/1500 mm                                                                        | 1498/1500 mm                                                                        | 1498/1500 mm                                                                        | 1498/1500 mm                                                                        |
| Radstand                                    | 2705 mm                                                                             | 2705 mm                                                                             | 2705 mm                                                                             | 2705 mm                                                                             | 2705 mm                                                                             | 2705 mm                                                                             | 2705 mm                                                                             | 2705 mm                                                                             |
| Länge                                       | 4675 mm (Variant: 4669 mm)                                                          | 4675 mm (Variant: 4669 mm)                                                          | 4675 mm (Variant: 4669 mm)                                                          | 4675 mm (Variant: 4669 mm)                                                          | 4675 mm (Variant: 4669 mm)                                                          | 4675 mm (Variant: 4669 mm)                                                          | 4675 mm (Variant: 4669 mm)                                                          | 4675 mm (Variant: 4669 mm)                                                          |

Die Verfügbarkeit der Motoren war von Modell, Ausstattung und Markt abhängig.
Anmerkungen:
Der TDI-Schriftzug für 1,9-l- und 2,5-l-Motoren mit Verteilereinspritzpumpe mit 81 kW (110 PS) bzw. 110 kW (150 PS) war am roten „I“ zu erkennen.
Der TDI-Schriftzug für 1,9-l-Pumpe-Düse-Motoren mit 74 kW (100 PS) war am roten „I“ und für 85 kW (115 PS) am roten „DI“ zu erkennen.

## Passat B5 GP (2000–2005)
| Sterne im Euro-NCAP-Crashtest |

Die Produktion des Typ 3BG bzw. B5 GP („Große Produktaufwertung“) lief im Oktober 2000 für das Modelljahr 2001 an und stand im Folgemonat bei den Händlern.
Er unterschied sich vom ursprünglichen Passat B5 durch optische Retuschen, die geänderte Scheinwerfer und Rückleuchten enthielten. Die Streuglas-Scheinwerfer wurden durch Klarglasscheinwerfer mit verchromten Einsätzen und schärfer konturierten Blinkern ersetzt. Am Heck war die neu eingeführte Rundleuchtenoptik besonders prägnant, die bis zum Einsetzen des Designs von Walter de Silva auch andere VW-Fahrzeuge kennzeichnete. Die mechanische Qualität besserte sich deutlich. Die 1,9-Liter-Diesel wurden komplett auf Pumpe-Düse-Einspritzung umgestellt.
Wie der Ursprungsversion hat der überarbeitete Passat B5 die Plattform und die Technik des Audi A4 B5, obwohl der A4 B5 zu diesem Zeitpunkt durch einen neuentwickelten Nachfolger abgelöst wurde.
Ab Herbst 2001 gab es ein dem Passat sehr ähnliches Modell von der Konzernschwester Škoda, den Superb. Er bietet gegenüber dem Passat einen längeren Radstand, andere Sitze und Ausstattungsdetails. Mit diesem ist der sogenannte „China-Passat“ weitgehend baugleich.
Ab September 2001 wurde mit dem 4Motion-Allradantrieb ein Achtzylinder-Motor (W8-Motor) sowohl als Limousine oder Variant als Passat W8 (Typ 3BS) angeboten. Die Ausstattung war gegenüber dem Highline nochmals aufgewertet und schloss unter anderem vier Auspuffendrohre, Xenon-Scheinwerfer, Chromzierleisten an Armaturenbrett und Türinnenverkleidungen oder Sitze wahlweise in Connolly-Leder ein.
Die Version blieb mit insgesamt rund 11.000 abgesetzten Exemplaren, davon 2359 in Deutschland, erfolglos und wurde im September 2004 ersatzlos eingestellt. Der W8 wurde zusätzlich unter dem Namen „Passat Protect“ als Sonderschutzfahrzeug der Widerstandsklasse B4 gebaut.
Ab Herbst 2003 wurde der Zweiliter-TDI mit Rußpartikelfilter und 100 kW (136 PS) angeboten, der die damals absackenden Verkaufszahlen wieder deutlich ankurbeln konnte. Als Besonderheit verfügte dieser Motor erstmals serienmäßig über diese Filtereinrichtung. Dazu bot er eine Additivdosieranlage, die dem Verbrennungsprozess ein Additiv auf Cerinbasis beimischte. Volkswagen gab diese Technologie für den deutschen Pkw-Markt später auf.
- Heckansicht
- VW Passat Variant (2000–2003)
- VW Passat W8 (2003)

Ebenfalls im Herbst 2003 wurde ein weiteres geringfügiges Facelift für das Modelljahr 2004 durchgeführt, ohne die Produktbezeichnung zu ändern. Die Seitenspiegel erhielten integrierte Blinker, die Grundfarbe des Armaturenbretts und der Türverkleidungen wurde anthrazitgrau (statt schwarz). Die Serienausstattungslinien wurden überarbeitet.

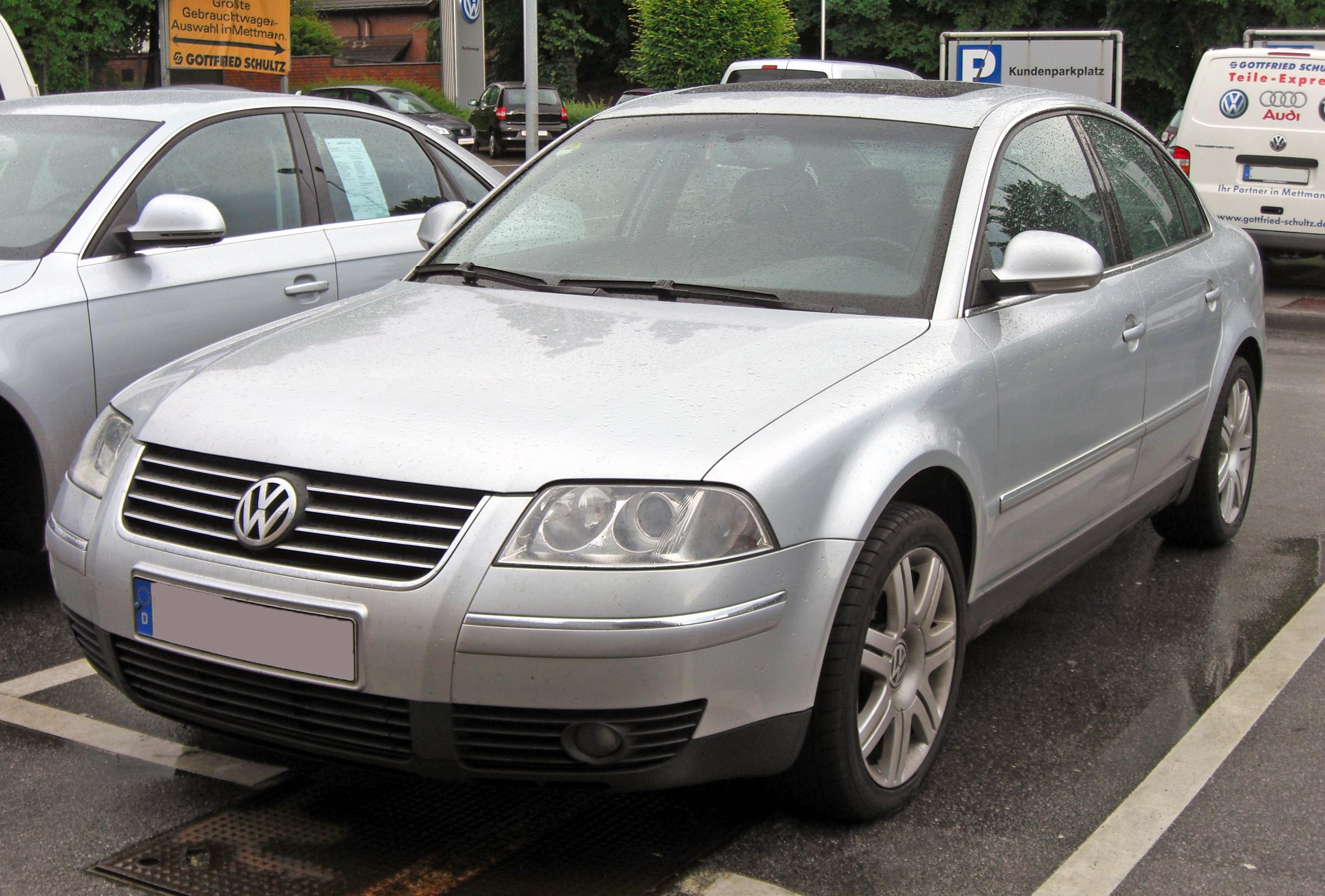
VW Passat Limousine (2003–2005)

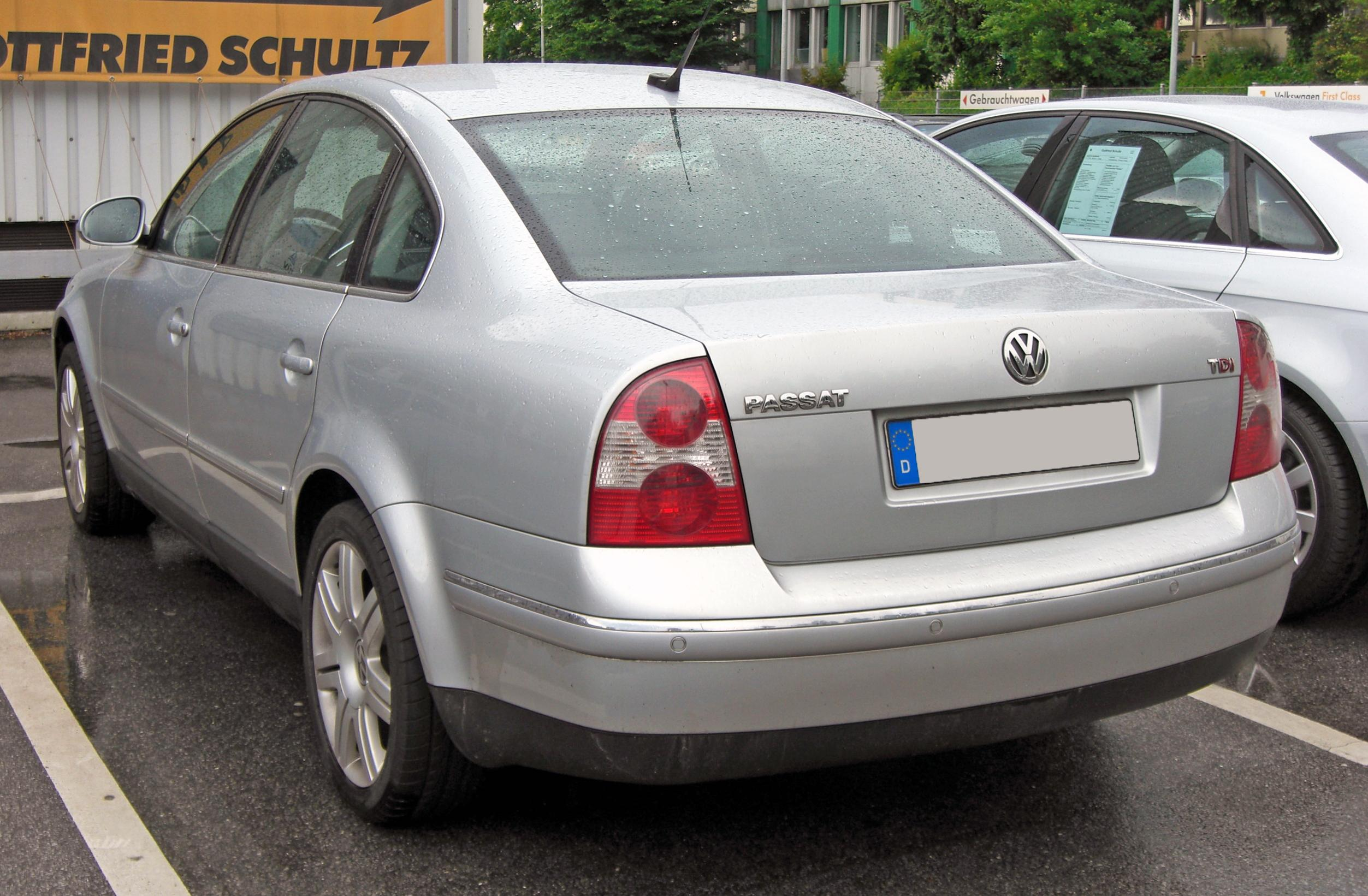
Heckansicht
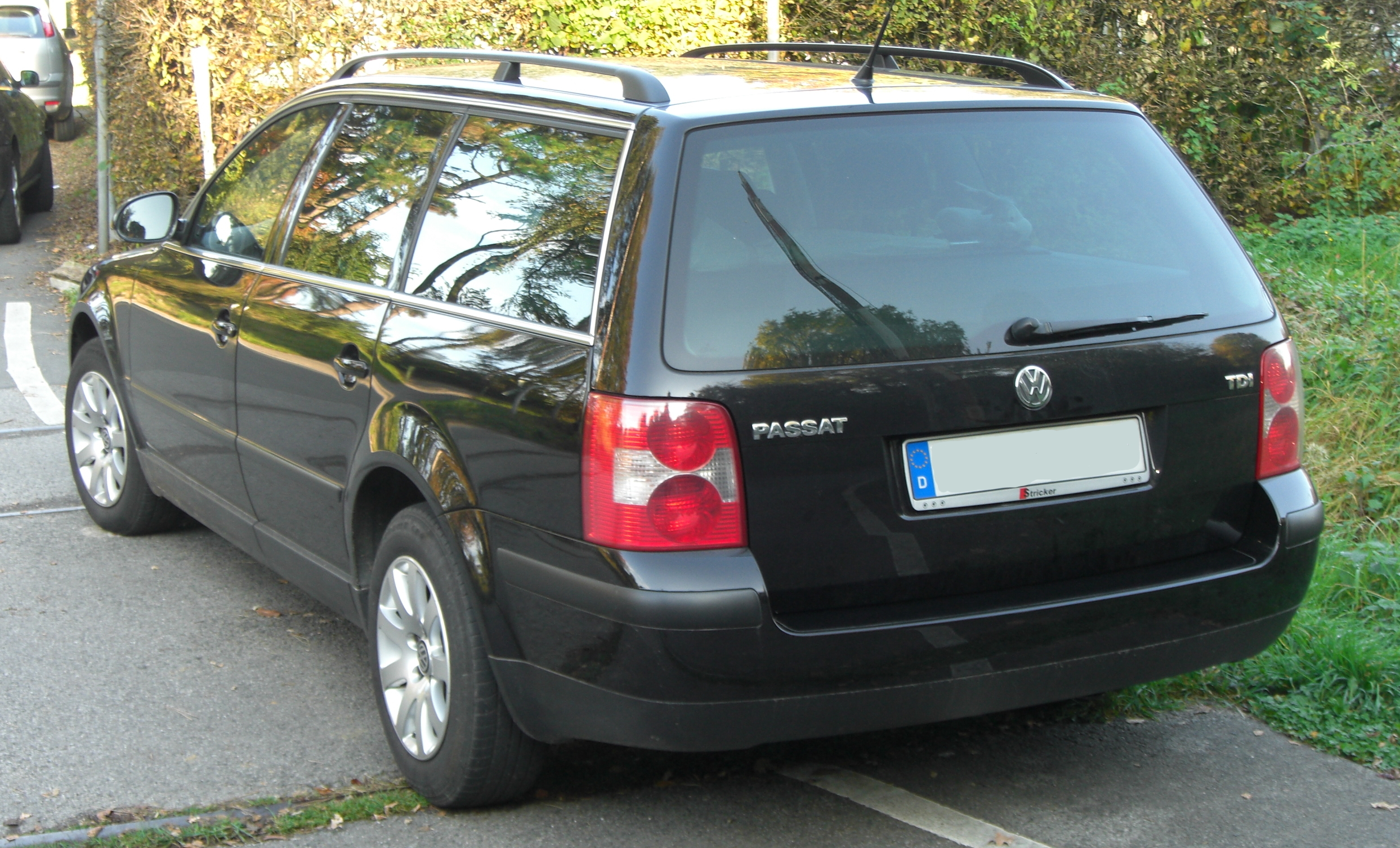
VW Passat Variant (2003–2005)
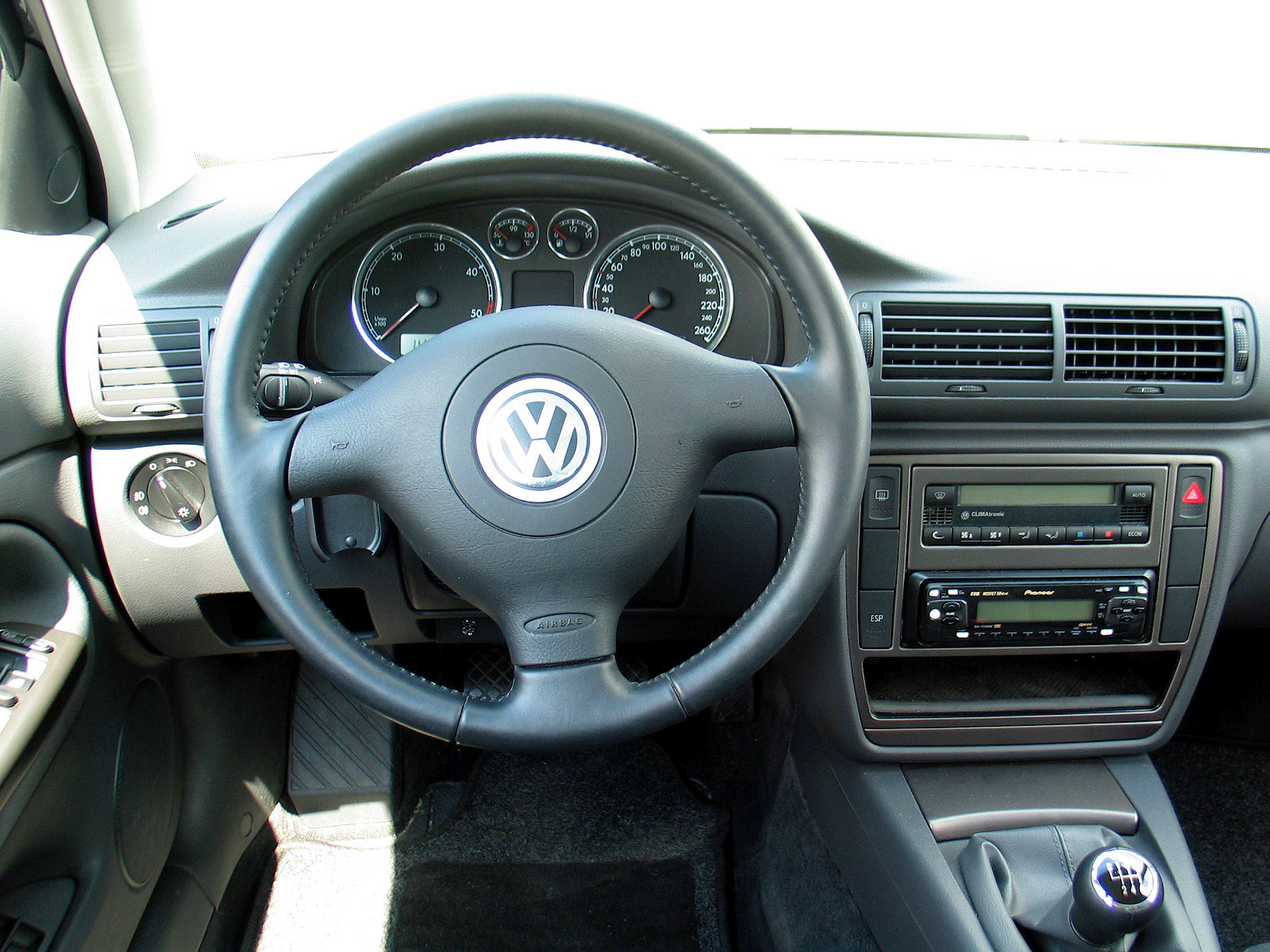
Cockpit (mit nicht originalem Radio)
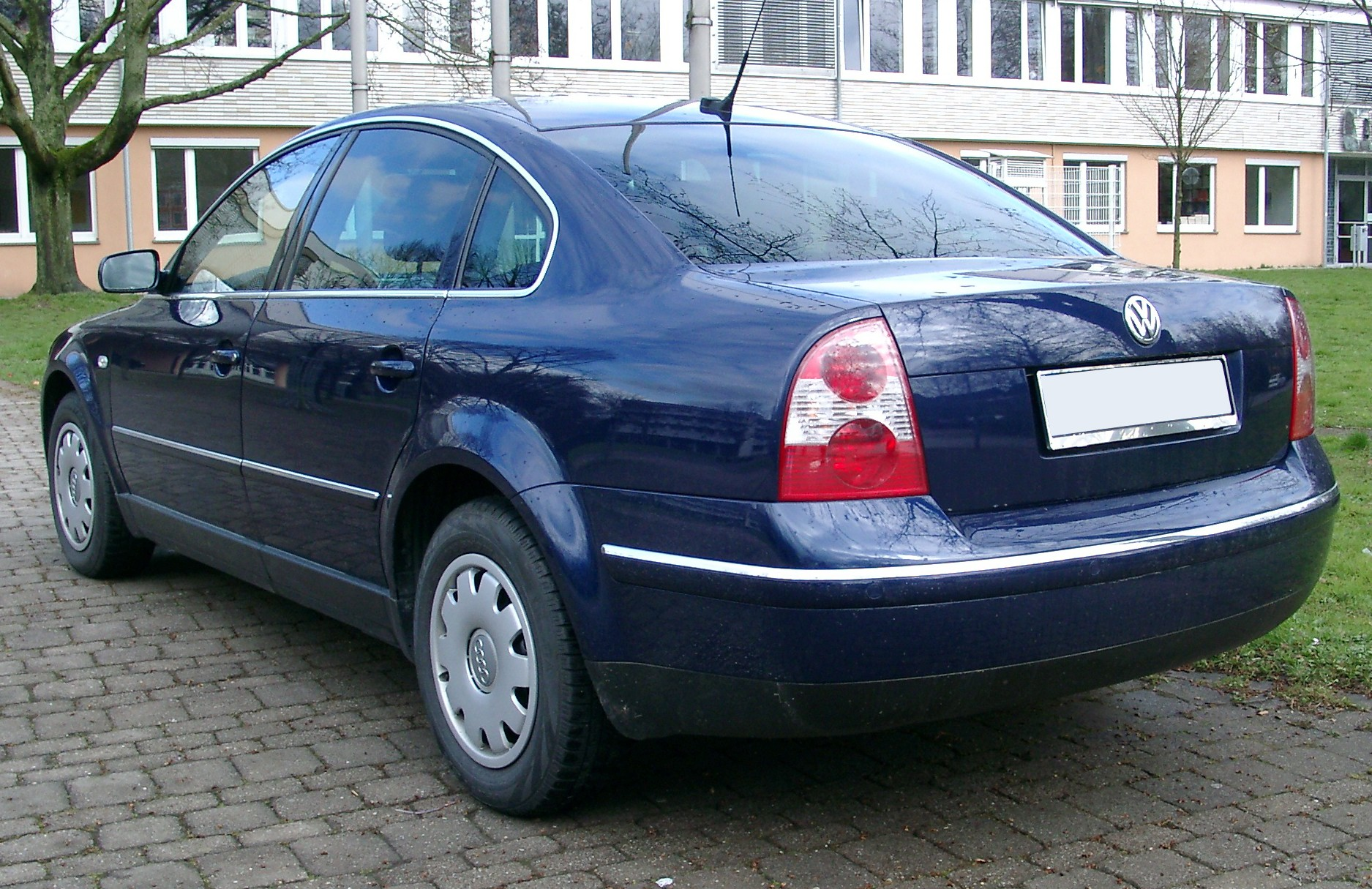
Heckansicht
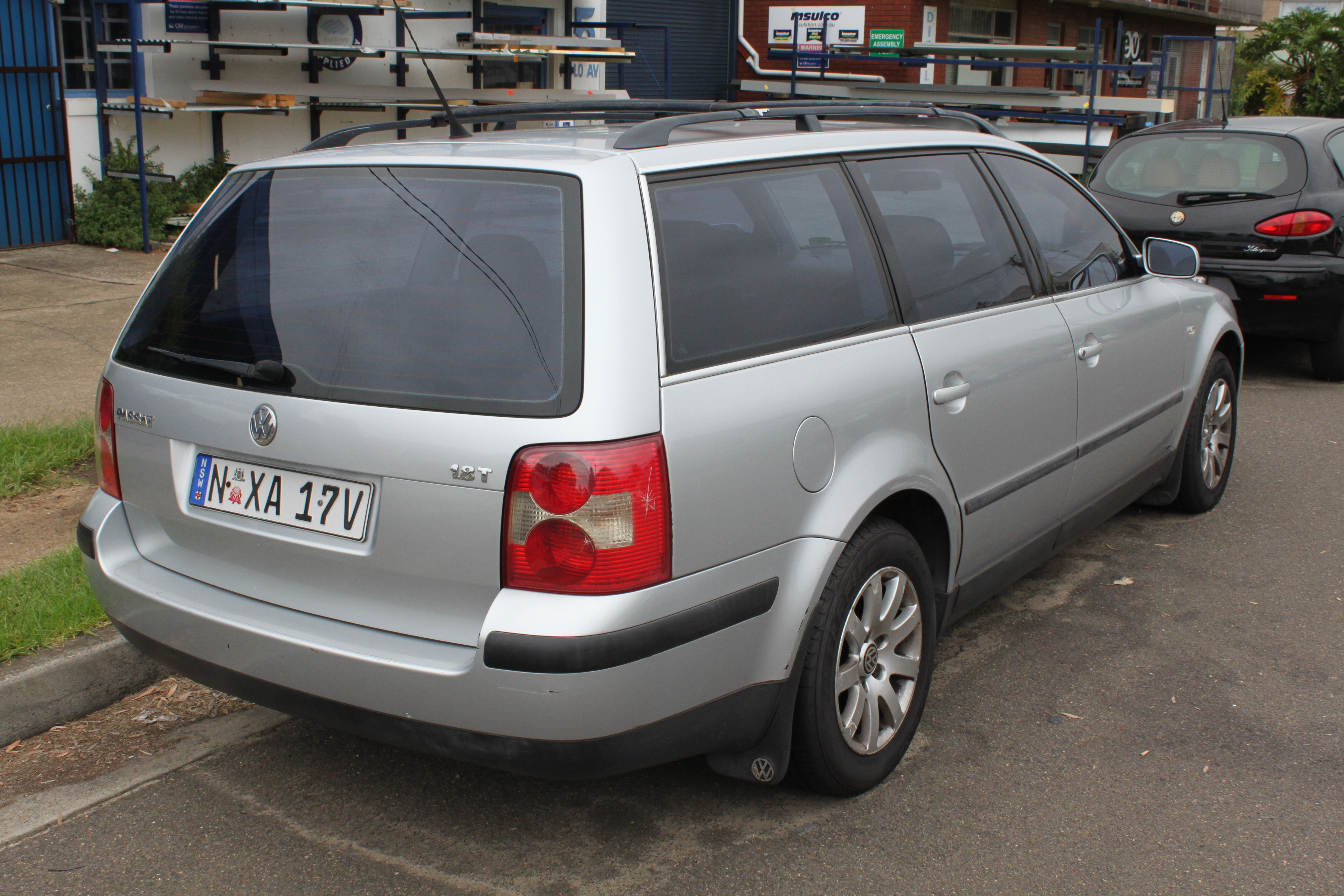
VW Passat Variant (2003–2005)
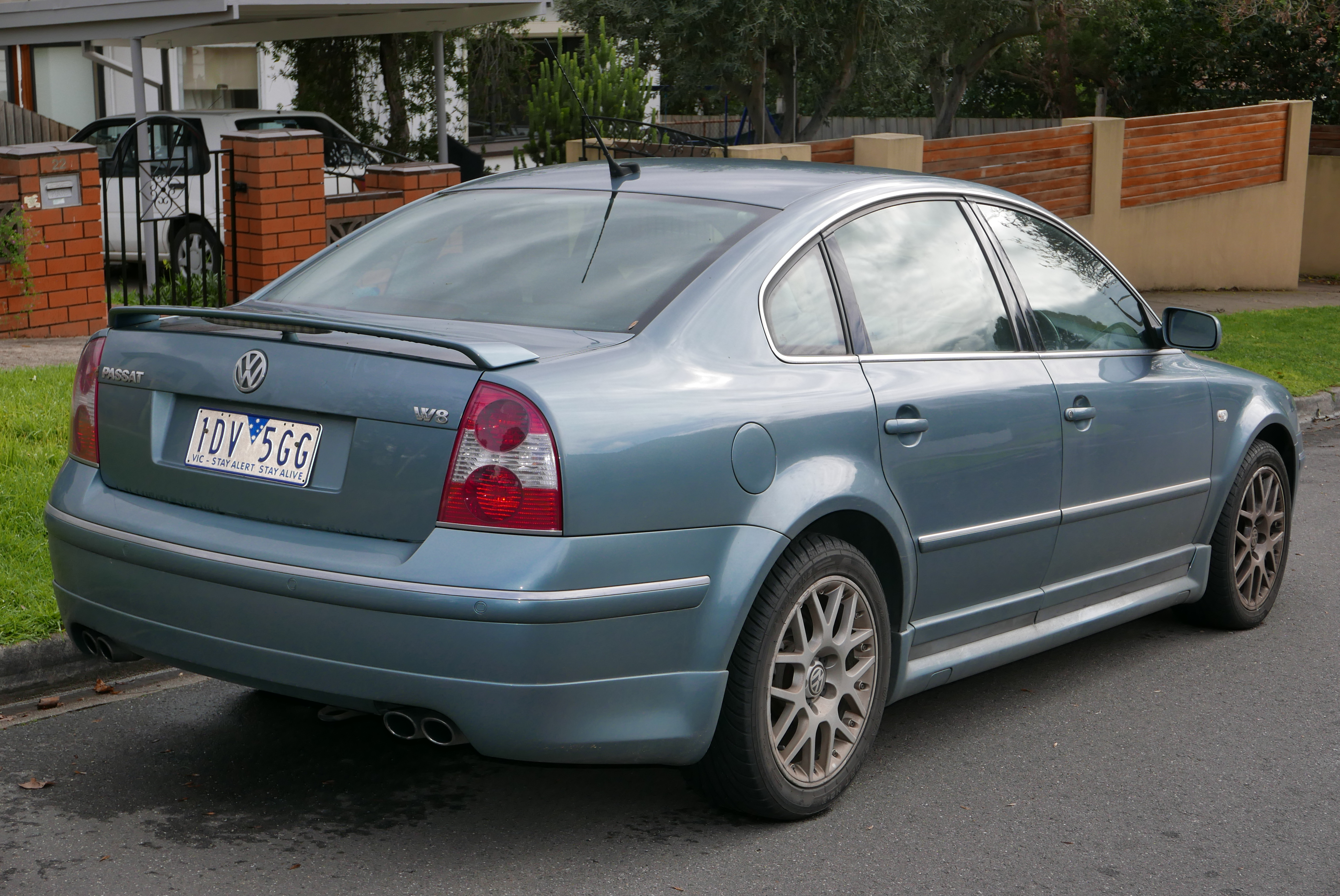
VW Passat W8 (2003)

- Cockpit (mit nicht originalem Radio)

### Technische Daten
Die Motoren 2.0 (85 kW/116 PS), 2.3 V5 (125 kW/170 PS), 1.9 TDI (96 kW/131 PS) und 2.5 TDI (110 kW/150 PS) konnten mit Allradantrieb bestellt werden. Der 2.8 V6 (142 kW/193 PS), 2.5 TDI (132 kW/179 PS) und der 4.0 W8 (202 kW/275 PS) war serienmäßig mit 4Motion ausgestattet. Dieser Allradantrieb (4Motion) ist weitgehend baugleich mit dem Audi-quattro-Antrieb.

#### Ottomotoren
|                                             | 1.6                                                                                              | 1.8 T                                                                                            | 2.0                                                                                              | 2.0                                                                                              | 2.3 V5                                                                                           | 2.8 V6                                                                                           | 4.0 W8                                                                                           |                      |
| Bauzeitraum                                 | 10/2000–02/2005                                                                                  | 10/2000–02/2005                                                                                  | 10/2000–02/2005                                                                                  | 12/2001–02/2005                                                                                  | 01/2001–12/2002                                                                                  | 10/2000–02/2005                                                                                  | 09/2001–09/2004                                                                                  |                      |
| Motorkenndaten                              |                                                                                                  |                                                                                                  |                                                                                                  |                                                                                                  |                                                                                                  |                                                                                                  |                                                                                                  |                      |
| Motorkennbuchstaben                         | ALZ                                                                                              | AWT                                                                                              | AZM, BFF                                                                                         | ALT                                                                                              | AZX                                                                                              | AMX, ATQ                                                                                         | BDN, BDP                                                                                         |                      |
| Motortyp                                    | R4-Ottomotor                                                                                     | R4-Ottomotor                                                                                     | R4-Ottomotor                                                                                     | R4-Ottomotor                                                                                     | VR5-Ottomotor                                                                                    | V6-Ottomotor                                                                                     | W8-Ottomotor                                                                                     |                      |
| Anzahl Ventile pro Zylinder                 | 2                                                                                                | 5                                                                                                | 2                                                                                                | 5                                                                                                | 4                                                                                                | 5                                                                                                | 4                                                                                                |                      |
| Ventilsteuerung                             | OHC, Zahnriemen                                                                                  | DOHC, Zahnriemen                                                                                 | OHC, Zahnriemen                                                                                  | DOHC, Zahnriemen                                                                                 | DOHC, Kette                                                                                      | 2 × DOHC, Zahnriemen                                                                             | 2 × DOHC, Kette                                                                                  |                      |
| Gemischaufbereitung                         | Saugrohreinspritzung                                                                             | Saugrohreinspritzung                                                                             | Saugrohreinspritzung                                                                             | Saugrohreinspritzung                                                                             | Saugrohreinspritzung                                                                             | Saugrohreinspritzung                                                                             | Saugrohreinspritzung                                                                             | Saugrohreinspritzung |
| Motoraufladung                              | –                                                                                                | Turbolader, Ladeluftkühler                                                                       | –                                                                                                | –                                                                                                | –                                                                                                | –                                                                                                | –                                                                                                | –                    |
| Kühlung                                     | Wasserkühlung                                                                                    | Wasserkühlung                                                                                    | Wasserkühlung                                                                                    | Wasserkühlung                                                                                    | Wasserkühlung                                                                                    | Wasserkühlung                                                                                    | Wasserkühlung                                                                                    | Wasserkühlung        |
| Bohrung × Hub                               | 81,0 mm × 77,4 mm                                                                                | 81,0 mm × 86,4 mm                                                                                | 82,5 mm × 92,8 mm                                                                                | 82,5 mm × 92,8 mm                                                                                | 81,0 mm × 90,2 mm                                                                                | 82,5 mm × 86,4 mm                                                                                | 84,0 mm × 90,2 mm                                                                                |                      |
| Hubraum                                     | 1595 cm³                                                                                         | 1781 cm³                                                                                         | 1984 cm³                                                                                         | 1984 cm³                                                                                         | 2324 cm³                                                                                         | 2771 cm³                                                                                         | 3999 cm³                                                                                         |                      |
| Verdichtungsverhältnis                      | 10,2:1                                                                                           | 9,3:1                                                                                            | 10,3:1                                                                                           | 10,5:1                                                                                           | 10,75:1                                                                                          | 10,3:1 (1)                                                                                       | 10,8:1                                                                                           |                      |
| max. Leistung bei min−1                     | 75 kW (102 PS) 5600                                                                              | 110 kW (150 PS) 5700                                                                             | 85 kW (115 PS) 5400                                                                              | 96 kW (130 PS) 5700                                                                              | 125 kW (170 PS) 6200                                                                             | 142 kW (193 PS) 6000                                                                             | 202 kW (275 PS) 6000                                                                             |                      |
| max. Drehmoment bei min−1                   | 148 Nm 3800                                                                                      | 210 Nm 1750–4600                                                                                 | 172 Nm 3500                                                                                      | 195 Nm 3300                                                                                      | 225 Nm 3200                                                                                      | 280 Nm 3200                                                                                      | 370 Nm 2750                                                                                      |                      |
| Abgasnorm                                   | Euro 4                                                                                           | Euro 4                                                                                           | Euro 4                                                                                           | Euro 4                                                                                           | Euro 4                                                                                           | Euro 4                                                                                           | Euro 4                                                                                           |                      |
| Kraftübertragung                            |                                                                                                  |                                                                                                  |                                                                                                  |                                                                                                  |                                                                                                  |                                                                                                  |                                                                                                  |                      |
| Antrieb, serienmäßig                        | Vorderradantrieb                                                                                 | Vorderradantrieb                                                                                 | Vorderradantrieb                                                                                 | Vorderradantrieb                                                                                 | Vorderradantrieb                                                                                 | Allradantrieb                                                                                    | Allradantrieb                                                                                    |                      |
| Antrieb, optional                           | –                                                                                                | –                                                                                                | Allrad- antrieb                                                                                  | –                                                                                                | Allrad- antrieb                                                                                  | –                                                                                                | –                                                                                                |                      |
| Getriebe, serienmäßig                       | 5-Gang-Schaltgetriebe                                                                            | 5-Gang-Schaltgetriebe                                                                            | 5-Gang-Schaltgetriebe                                                                            | 5-Gang-Schaltgetriebe                                                                            | 5-Gang-Schaltgetriebe                                                                            | 5-Gang-Schaltgetriebe                                                                            | 6-Gang- Schalt- getriebe                                                                         |                      |
| Getriebe, optional                          | –                                                                                                | 5-Stufen- Tiptronic                                                                              | 4-Stufen-Wandlerautomatik                                                                        | –                                                                                                | –                                                                                                | 5-Stufen-Tiptronic                                                                               | 5-Stufen-Tiptronic                                                                               |                      |
| Messwerte (Limousine) (2)                   |                                                                                                  |                                                                                                  |                                                                                                  |                                                                                                  |                                                                                                  |                                                                                                  |                                                                                                  |                      |
| Höchstgeschwindigkeit                       | 192 km/h                                                                                         | 221 km/h (215 km/h)                                                                              | 200 km/h (193 km/h) [196 km/h]                                                                   | 210 km/h                                                                                         | 228 km/h [224 km/h]                                                                              | [238 km/h] [(233 km/h)]                                                                          | [250 km/h] [(250 km/h)]                                                                          |                      |
| Beschleunigung, 0–100 km/h                  | 12,7 s                                                                                           | 9,2 s (10,5 s)                                                                                   | 11,2 s (12,4 s) [11,6 s]                                                                         | 9,9 s                                                                                            | 8,9 s [9,4 s]                                                                                    | [7,8 s] [(9,8 s)]                                                                                | [6,5 s] [(7,8 s)]                                                                                |                      |
| Kraftstoffverbrauch auf 100 km (kombiniert) | 7,7 l S                                                                                          | 8,2 l S (9,4 l S)                                                                                | 8,3 l S (9,6 l S) [8,9 l S]                                                                      | 8,0 l S                                                                                          | 9,3 l SP [9,7 l SP]                                                                              | [10,5 l SP] [(11,0 l SP)]                                                                        | [13,1 l SP] [(12,9 l SP)]                                                                        |                      |
| CO2-Emission (kombiniert)                   | 185 g/km                                                                                         | 197 g/km (226 g/km)                                                                              | 199 g/km (230 g/km) [214 g/km]                                                                   | 192 g/km                                                                                         | 223 g/km [223 g/km]                                                                              | [252 g/km] [(264 g/km)]                                                                          | [314 g/km] [(310 g/km)]                                                                          |                      |
| Messwerte (Variant) (2)                     |                                                                                                  |                                                                                                  |                                                                                                  |                                                                                                  |                                                                                                  |                                                                                                  |                                                                                                  |                      |
| Höchstgeschwindigkeit                       | 185 km/h                                                                                         | 214 km/h (208 km/h)                                                                              | 194 km/h (187 km/h) [190 km/h]                                                                   | 204 km/h                                                                                         | 221 km/h [217 km/h]                                                                              | [232 km/h] [(227 km/h)]                                                                          | [250 km/h] [(250 km/h)]                                                                          |                      |
| Beschleunigung, 0–100 km/h                  | 13,3 s                                                                                           | 9,4 s (10,8 s)                                                                                   | 11,5 s (12,8 s) [11,9 s]                                                                         | 10,3 s                                                                                           | 9,2 s [9,7 s]                                                                                    | [8,0 s] [(10,1 s)]                                                                               | [6,8 s] [(7,5 s)]                                                                                |                      |
| Kraftstoffverbrauch auf 100 km (kombiniert) | 8,0 l S                                                                                          | 8,4 l S (9,7 l S)                                                                                | 8,5 l S (9,7 l S) [9,2 l S]                                                                      | 8,2 l S                                                                                          | 9,5 l SP [9,9 l SP]                                                                              | [10,8 l SP] [(11,1 l SP)]                                                                        | [13,2 l SP] [(13,1 l SP)]                                                                        |                      |
| CO2-Emission (kombiniert)                   | 192 g/km                                                                                         | 202 g/km (233 g/km)                                                                              | 204 g/km (233 g/km) [221 g/km]                                                                   | 197 g/km                                                                                         | 228 g/km [238 g/km]                                                                              | [259 g/km] [(266 g/km)]                                                                          | [317 g/km] [(314 g/km)]                                                                          |                      |
| Fahrwerk und Maße                           |                                                                                                  |                                                                                                  |                                                                                                  |                                                                                                  |                                                                                                  |                                                                                                  |                                                                                                  |                      |
| Radaufhängung vorn                          | Doppelte Dreieckquerlenker, Kurvenstabilisator, Schraubenfedern                                  | Doppelte Dreieckquerlenker, Kurvenstabilisator, Schraubenfedern                                  | Doppelte Dreieckquerlenker, Kurvenstabilisator, Schraubenfedern                                  | Doppelte Dreieckquerlenker, Kurvenstabilisator, Schraubenfedern                                  | Doppelte Dreieckquerlenker, Kurvenstabilisator, Schraubenfedern                                  | Doppelte Dreieckquerlenker, Kurvenstabilisator, Schraubenfedern                                  | Doppelte Dreieckquerlenker, Kurvenstabilisator, Schraubenfedern                                  |                      |
| Radaufhängung hinten                        | Verbundlenkerachse, Längslenker (4motion: Doppelquerlenker), Kurvenstabilisator, Schraubenfedern | Verbundlenkerachse, Längslenker (4motion: Doppelquerlenker), Kurvenstabilisator, Schraubenfedern | Verbundlenkerachse, Längslenker (4motion: Doppelquerlenker), Kurvenstabilisator, Schraubenfedern | Verbundlenkerachse, Längslenker (4motion: Doppelquerlenker), Kurvenstabilisator, Schraubenfedern | Verbundlenkerachse, Längslenker (4motion: Doppelquerlenker), Kurvenstabilisator, Schraubenfedern | Verbundlenkerachse, Längslenker (4motion: Doppelquerlenker), Kurvenstabilisator, Schraubenfedern | Verbundlenkerachse, Längslenker (4motion: Doppelquerlenker), Kurvenstabilisator, Schraubenfedern |                      |
| Bremsen                                     | Scheibenbremsen rundum, ABS, a.W. ASR/ESP                                                        | Scheibenbremsen rundum, ABS, a.W. ASR/ESP                                                        | Scheibenbremsen rundum, ABS, a.W. ASR/ESP                                                        | Scheibenbremsen rundum, ABS, a.W. ASR/ESP                                                        | Scheibenbremsen rundum, ABS, a.W. ASR/ESP                                                        | Scheibenbremsen rundum, ABS, a.W. ASR/ESP                                                        | Scheibenbremsen rundum, ABS, a.W. ASR/ESP                                                        |                      |
| Lenkung                                     | Zahnstangenlenkung mit Servo                                                                     | Zahnstangenlenkung mit Servo                                                                     | Zahnstangenlenkung mit Servo                                                                     | Zahnstangenlenkung mit Servo                                                                     | Zahnstangenlenkung mit Servo                                                                     | Zahnstangenlenkung mit Servo                                                                     | Zahnstangenlenkung mit Servo                                                                     |                      |
| Karosserie                                  | Stahlblech, selbsttragend                                                                        | Stahlblech, selbsttragend                                                                        | Stahlblech, selbsttragend                                                                        | Stahlblech, selbsttragend                                                                        | Stahlblech, selbsttragend                                                                        | Stahlblech, selbsttragend                                                                        | Stahlblech, selbsttragend                                                                        |                      |
| Spurweite vorn/hinten                       | 1515/1515 mm                                                                                     | 1515/1515 mm                                                                                     | 1515/1515 mm                                                                                     | 1515/1515 mm                                                                                     | 1515/1515 mm                                                                                     | 1515/1515 mm                                                                                     | 1515/1515 mm                                                                                     |                      |
| Radstand                                    | 2703 mm                                                                                          | 2703 mm                                                                                          | 2703 mm                                                                                          | 2703 mm                                                                                          | 2703 mm                                                                                          | 2703 mm                                                                                          | 2703 mm                                                                                          |                      |
| Länge                                       | 4702 mm (Variant: 4680 mm)                                                                       | 4702 mm (Variant: 4680 mm)                                                                       | 4702 mm (Variant: 4680 mm)                                                                       | 4702 mm (Variant: 4680 mm)                                                                       | 4702 mm (Variant: 4680 mm)                                                                       | 4702 mm (Variant: 4680 mm)                                                                       | 4702 mm (Variant: 4680 mm)                                                                       |                      |
| Ausstattungsvarianten                       |                                                                                                  |                                                                                                  |                                                                                                  |                                                                                                  |                                                                                                  |                                                                                                  |                                                                                                  |                      |
|                                             | Basis, Comfortline, Trendline, Exclusive                                                         | Basis, Comfortline, Trendline, Highline                                                          | Basis, Comfortline, Trendline, Highline                                                          | Basis, Comfortline, Trendline, Highline                                                          | Comfortline, Trendline, Highline                                                                 | Comfortline, Trendline, Highline                                                                 | W8                                                                                               |                      |

Die Verfügbarkeit der Motoren war von Modell, Ausstattung und Markt abhängig.

#### Dieselmotoren
|                                             | 1.9 TDI                                                                                          | 1.9 TDI                                                                                          | 1.9 TDI                                                                                          | 2.0 TDI DPF                                                                                      | 2.5 TDI                                                                                          | 2.5 TDI                                                                                          | 2.5 TDI                                                                                          |
| Bauzeitraum                                 | 10/2000–02/2005                                                                                  | 10/2000–02/2005                                                                                  | 10/2000–02/2005                                                                                  | 11/2003–02/2005                                                                                  | 10/2000–05/2003                                                                                  | 06/2003–02/2005                                                                                  | 06/2003–02/2005                                                                                  |
| Motorkenndaten                              |                                                                                                  |                                                                                                  |                                                                                                  |                                                                                                  |                                                                                                  |                                                                                                  |                                                                                                  |
| Motorkennbuchstaben                         | AVB                                                                                              | AWX                                                                                              | AVF                                                                                              | BGW, BHW                                                                                         | AKN                                                                                              | BDG                                                                                              | BDH, BAU                                                                                         |
| Motortyp                                    | R4-Dieselmotor                                                                                   | R4-Dieselmotor                                                                                   | R4-Dieselmotor                                                                                   | R4-Dieselmotor                                                                                   | V6-Dieselmotor                                                                                   | V6-Dieselmotor                                                                                   | V6-Dieselmotor                                                                                   |
| Anzahl Ventile pro Zylinder                 | 2                                                                                                | 2                                                                                                | 2                                                                                                | 2                                                                                                | 4                                                                                                | 4                                                                                                | 4                                                                                                |
| Ventilsteuerung                             | OHC, Zahnriemen                                                                                  | OHC, Zahnriemen                                                                                  | OHC, Zahnriemen                                                                                  | OHC, Zahnriemen                                                                                  | 2 × DOHC, Zahnriemen                                                                             | 2 × DOHC, Zahnriemen                                                                             | 2 × DOHC, Zahnriemen                                                                             |
| Gemischaufbereitung                         | Pumpe-Düse-System                                                                                | Pumpe-Düse-System                                                                                | Pumpe-Düse-System                                                                                | Pumpe-Düse-System                                                                                | Direkteinspritzung                                                                               | Direkteinspritzung                                                                               | Direkteinspritzung                                                                               |
| Motoraufladung                              | Turbolader, Ladeluftkühler                                                                       | Turbolader, Ladeluftkühler                                                                       | Turbolader, Ladeluftkühler                                                                       | Turbolader, Ladeluftkühler                                                                       | Turbolader, Ladeluftkühler                                                                       | Turbolader, Ladeluftkühler                                                                       | Turbolader, Ladeluftkühler                                                                       |
| Kühlung                                     | Wasserkühlung                                                                                    | Wasserkühlung                                                                                    | Wasserkühlung                                                                                    | Wasserkühlung                                                                                    | Wasserkühlung                                                                                    | Wasserkühlung                                                                                    | Wasserkühlung                                                                                    |
| Bohrung × Hub                               | 79,5 mm × 95,5 mm                                                                                | 79,5 mm × 95,5 mm                                                                                | 79,5 mm × 95,5 mm                                                                                | 81,0 mm × 95,5 mm                                                                                | 78,3 mm × 86,4 mm                                                                                | 78,3 mm × 86,4 mm                                                                                | 78,3 mm × 86,4 mm                                                                                |
| Hubraum                                     | 1896 cm³                                                                                         | 1896 cm³                                                                                         | 1896 cm³                                                                                         | 1968 cm³                                                                                         | 2496 cm³                                                                                         | 2496 cm³                                                                                         | 2496 cm³                                                                                         |
| Verdichtungsverhältnis                      | 19,0:1                                                                                           | 19,0:1                                                                                           | 19,0:1                                                                                           | 18,5:1                                                                                           | 19,5:1                                                                                           | 18,5:1                                                                                           | 18,5:1                                                                                           |
| max. Leistung bei min−1                     | 74 kW (100 PS) 4000                                                                              | 96 kW (130 PS) 4000                                                                              | 96 kW (130 PS) 4000                                                                              | 100 kW (136 PS) 4000                                                                             | 110 kW (150 PS) 4000                                                                             | 120 kW (163 PS) 4000                                                                             | 132 kW (180 PS) 4000                                                                             |
| max. Drehmoment bei min−1                   | 250 Nm 1900                                                                                      | 285 Nm 1750–2500                                                                                 | 310 Nm 1900                                                                                      | 335 Nm 1900                                                                                      | 310 Nm 1500–3200                                                                                 | 350 Nm 1500–3000                                                                                 | 370 Nm 1500–2500                                                                                 |
| Abgasnorm                                   | Euro 3                                                                                           | Euro 3                                                                                           | Euro 3                                                                                           | Euro 4                                                                                           | Euro 3                                                                                           | Euro 4                                                                                           | Euro 4 (BDH) Euro 3 (BAU)                                                                        |
| Kraftübertragung                            |                                                                                                  |                                                                                                  |                                                                                                  |                                                                                                  |                                                                                                  |                                                                                                  |                                                                                                  |
| Antrieb, serienmäßig                        | Vorderradantrieb                                                                                 | Vorderradantrieb                                                                                 | Vorderradantrieb                                                                                 | Vorderradantrieb                                                                                 | Vorderradantrieb                                                                                 | Vorderradantrieb                                                                                 | Allrad- antrieb                                                                                  |
| Antrieb, optional                           | –                                                                                                | –                                                                                                | Allrad- antrieb                                                                                  | –                                                                                                | Allrad- antrieb                                                                                  | –                                                                                                | –                                                                                                |
| Getriebe, serienmäßig                       | 5-Gang-Schaltgetriebe                                                                            | 5-Gang-Schaltgetriebe                                                                            | 6-Gang-Schaltgetriebe                                                                            | 6-Gang-Schaltgetriebe                                                                            | 6-Gang-Schaltgetriebe                                                                            | 6-Gang-Schaltgetriebe                                                                            | 6-Gang-Schaltgetriebe                                                                            |
| Getriebe, optional                          | 4-Stufen- Automatik- getriebe                                                                    | –                                                                                                | 5-Stufen- Tiptronic                                                                              | –                                                                                                | 5-Stufen-Tiptronic                                                                               | 5-Stufen-Tiptronic                                                                               | 5-Stufen-Tiptronic                                                                               |
| Messwerte (Limousine) (1)                   |                                                                                                  |                                                                                                  |                                                                                                  |                                                                                                  |                                                                                                  |                                                                                                  |                                                                                                  |
| Höchstgeschwindigkeit                       | 191 km/h (185 km/h)                                                                              | 208 km/h                                                                                         | 208 km/h (203 km/h) [204 km/h]                                                                   | 211 km/h                                                                                         | 220 km/h (214 km/h) [216 km/h] [(212 km/h)]                                                      | 225 km/h (220 km/h)                                                                              | [226 km/h] [(221 km/h)]                                                                          |
| Beschleunigung, 0–100 km/h                  | 12,4 s (14,3 s)                                                                                  | 9,9 s                                                                                            | 9,9 s (11,5 s) [10,4 s]                                                                          | 9,8 s                                                                                            | 9,6 s (10,7 s) [10,0 s] [(11,1 s)]                                                               | 9,1 s (10,2 s)                                                                                   | [8,7 s] [(9,6 s)]                                                                                |
| Kraftstoffverbrauch auf 100 km (kombiniert) | 5,4 l D (6,7 l D)                                                                                | 5,6 l D                                                                                          | 5,6 l D (7,0 l D) [6,3 l D]                                                                      | 6,1 l D                                                                                          | 6,9 l D (7,8 l D) [7,9 l D] [(8,6 l D)]                                                          | 6,8 l D (7,9 l D)                                                                                | [7,6 l D] [(8,4 l D)]                                                                            |
| CO2-Emission (kombiniert)                   | 146 g/km (181 g/km)                                                                              | 149 g/km                                                                                         | 154 g/km (189 g/km) [170 g/km]                                                                   | 162 g/km                                                                                         | 186 g/km (211 g/km) [213 g/km] [(232 g/km)]                                                      | 184 g/km (212 g/km)                                                                              | [201 g/km] [(222 g/km)]                                                                          |
| Messwerte (Variant) (1)                     |                                                                                                  |                                                                                                  |                                                                                                  |                                                                                                  |                                                                                                  |                                                                                                  |                                                                                                  |
| Höchstgeschwindigkeit                       | 184 km/h (178 km/h)                                                                              | 201 km/h                                                                                         | 201 km/h (196 km/h) [197 km/h]                                                                   | 205 km/h                                                                                         | 214 km/h (208 km/h) [211 km/h] [(206 km/h)]                                                      | 222 km/h (216 km/h)                                                                              | [223 km/h] [(218 km/h)]                                                                          |
| Beschleunigung, 0–100 km/h                  | 12,8 s (14,8 s)                                                                                  | 10,2 s                                                                                           | 10,2 s (11,9 s) [10,7 s]                                                                         | 10,0 s                                                                                           | 9,8 s (10,9 s) [10,3 s] [(11,3 s)]                                                               | 9,3 s (10,4 s)                                                                                   | [8,9 s] [(9,8 s)]                                                                                |
| Kraftstoffverbrauch auf 100 km (kombiniert) | 5,6 l D (6,8 l D)                                                                                | 5,8 l D                                                                                          | 5,9 l D (7,1 l D) [6,5 l D]                                                                      | 6,3 l D                                                                                          | 7,0 l D (8,3 l D) [8,0 l D] [(9,0 l D)]                                                          | 7,0 l D (7,9 l D)                                                                                | [7,9 l D] [(8,5 D)]                                                                              |
| CO2-Emission (kombiniert)                   | 151 g/km (184 g/km)                                                                              | 154 g/km                                                                                         | 159 g/km (192 g/km) [176 g/km]                                                                   | 170 g/km                                                                                         | 189 g/km (224 g/km) [216 g/km] [(243 g/km)]                                                      | 189 g/km (213 g/km)                                                                              | [209 g/km] [(225 g/km)]                                                                          |
| Fahrwerk und Maße                           |                                                                                                  |                                                                                                  |                                                                                                  |                                                                                                  |                                                                                                  |                                                                                                  |                                                                                                  |
| Radaufhängung vorn                          | Doppelte Dreieckquerlenker, Kurvenstabilisator, Schraubenfedern                                  | Doppelte Dreieckquerlenker, Kurvenstabilisator, Schraubenfedern                                  | Doppelte Dreieckquerlenker, Kurvenstabilisator, Schraubenfedern                                  | Doppelte Dreieckquerlenker, Kurvenstabilisator, Schraubenfedern                                  | Doppelte Dreieckquerlenker, Kurvenstabilisator, Schraubenfedern                                  | Doppelte Dreieckquerlenker, Kurvenstabilisator, Schraubenfedern                                  | Doppelte Dreieckquerlenker, Kurvenstabilisator, Schraubenfedern                                  |
| Radaufhängung hinten                        | Verbundlenkerachse, Längslenker (4motion: Doppelquerlenker), Kurvenstabilisator, Schraubenfedern | Verbundlenkerachse, Längslenker (4motion: Doppelquerlenker), Kurvenstabilisator, Schraubenfedern | Verbundlenkerachse, Längslenker (4motion: Doppelquerlenker), Kurvenstabilisator, Schraubenfedern | Verbundlenkerachse, Längslenker (4motion: Doppelquerlenker), Kurvenstabilisator, Schraubenfedern | Verbundlenkerachse, Längslenker (4motion: Doppelquerlenker), Kurvenstabilisator, Schraubenfedern | Verbundlenkerachse, Längslenker (4motion: Doppelquerlenker), Kurvenstabilisator, Schraubenfedern | Verbundlenkerachse, Längslenker (4motion: Doppelquerlenker), Kurvenstabilisator, Schraubenfedern |
| Bremsen                                     | Scheibenbremsen rundum, ABS, a.W. ASR/ESP                                                        | Scheibenbremsen rundum, ABS, a.W. ASR/ESP                                                        | Scheibenbremsen rundum, ABS, a.W. ASR/ESP                                                        | Scheibenbremsen rundum, ABS, a.W. ASR/ESP                                                        | Scheibenbremsen rundum, ABS, a.W. ASR/ESP                                                        | Scheibenbremsen rundum, ABS, a.W. ASR/ESP                                                        | Scheibenbremsen rundum, ABS, a.W. ASR/ESP                                                        |
| Lenkung                                     | Zahnstangenlenkung mit Servo                                                                     | Zahnstangenlenkung mit Servo                                                                     | Zahnstangenlenkung mit Servo                                                                     | Zahnstangenlenkung mit Servo                                                                     | Zahnstangenlenkung mit Servo                                                                     | Zahnstangenlenkung mit Servo                                                                     | Zahnstangenlenkung mit Servo                                                                     |
| Karosserie                                  | Stahlblech, selbsttragend                                                                        | Stahlblech, selbsttragend                                                                        | Stahlblech, selbsttragend                                                                        | Stahlblech, selbsttragend                                                                        | Stahlblech, selbsttragend                                                                        | Stahlblech, selbsttragend                                                                        | Stahlblech, selbsttragend                                                                        |
| Spurweite vorn/hinten                       | 1515/1515 mm                                                                                     | 1515/1515 mm                                                                                     | 1515/1515 mm                                                                                     | 1515/1515 mm                                                                                     | 1515/1515 mm                                                                                     | 1515/1515 mm                                                                                     | 1515/1515 mm                                                                                     |
| Radstand                                    | 2703 mm                                                                                          | 2703 mm                                                                                          | 2703 mm                                                                                          | 2703 mm                                                                                          | 2703 mm                                                                                          | 2703 mm                                                                                          | 2703 mm                                                                                          |
| Länge                                       | 4702 mm (Variant: 4680 mm)                                                                       | 4702 mm (Variant: 4680 mm)                                                                       | 4702 mm (Variant: 4680 mm)                                                                       | 4702 mm (Variant: 4680 mm)                                                                       | 4702 mm (Variant: 4680 mm)                                                                       | 4702 mm (Variant: 4680 mm)                                                                       | 4702 mm (Variant: 4680 mm)                                                                       |
| Ausstattungsvarianten                       |                                                                                                  |                                                                                                  |                                                                                                  |                                                                                                  |                                                                                                  |                                                                                                  |                                                                                                  |
|                                             | Basis, Comfortline, Trendline, Highline                                                          | Basis, Comfortline, Trendline, Highline                                                          | Basis, Comfortline, Trendline, Highline                                                          | Comfortline, Trendline, Highline                                                                 | Comfortline, Trendline, Highline                                                                 | Comfortline, Trendline, Highline                                                                 | Comfortline, Trendline, Highline                                                                 |

Die Verfügbarkeit der Motoren war von Modell, Ausstattung und Markt abhängig.
Anmerkungen:
Der TDI-Schriftzug für Pumpe-Düse-Motoren mit 74 kW (100 PS) war am roten „I“, für 96 kW (130 PS) am roten „DI“ und beim 100 kW (136 PS) bis 09/2004 am roten „TDI“ zu erkennen. Danach wurde der Schriftzug „2.0 TDI“ in silber verwendet.
Der TDI-Schriftzug für Verteilereinspritzpumpe-Motoren mit 110 kW (150 PS) war am roten „I“, für 120 kW (163 PS) am roten „DI“ und mit 132 kW (180 PS) am roten „TDI“ zu erkennen.

## Überblick
1996
August: Anlauf der Produktion des Passat B5 Limousine.
Oktober: Markteinführung des Passat B5 Limousine mit den Motoren:
- 1.6 SR, 74 kW (100 PS)
- 1.8 20V, 92 kW (125 PS)
- 1.8 20V-Turbo, 110 kW (150 PS)
- 2.3 VR5, 110 kW (150 PS)
- 2.8 V6-30V Syncro, 142 kW (193 PS)
- 1.9 TDI, 66 kW (90 PS) bzw. 81 kW (110 PS).

Der Passat B4 Variant wird zunächst weiter gebaut.
Folgende Motoren waren gegen Aufpreis mit Syncro (permanentem Allradantrieb) zunächst lieferbar: 1.8, VR5, 1.9 TDI. Beim 2.8 V6 war Syncro serienmäßig.
1997
April: Markteinführung der Kombiversion Passat Variant. Die Motoren entsprachen der Limousine.
1998
August: Neu im Programm: 2,5-Liter-V6-TDI-Motor mit 110 kW (150 PS)
1999
Januar: Neu im Programm: 1,9-Liter-TDI-Motor mit Pumpe-Düse-System (PD) und 85 kW (115 PS)
April: Allradgetriebene Versionen jetzt mit den Namenszusatz 4Motion statt Syncro
2000
Anfang: Weitere Aggregate folgen:
- 2.0, 88 kW (120 PS), auch mit Allradantrieb erhältlich
- 1.9 TDI-PD, 74 kW (100 PS)
- 1.9 TDI-PD, 85 kW (115 PS) jetzt mit 6-Gang-Schaltgetriebe

Oktober: Große Modellpflege (B5 GP) mit neuer Motorenpalette (vor späterer Erweiterung):
- 1.6, 75 kW (102 PS)
- 1.8 T, 110 kW (150 PS)
- 2.0, 85 kW (115 PS)
- 2.8 V6 4Motion, 142 kW (193 PS)
- 1.9 TDI, 74 kW (100 PS) bzw. 96 kW (130 PS) (PD)
- 2.5 V6 TDI, 110 kW (150 PS)

Alle Ottomotoren werden auf die Euro 4-Abgasnorm umgestellt, alle Diesel auf die Euro 3-Abgasnorm. Die Dieselpalette wurde größtenteils überarbeitet.
Die 1,9 Liter 66 kW (90 PS)-Verteilereinspritzpumpe-Motoren wurden durch Motoren mit Pumpe-Düse-Einspritzung und 74 kW (100 PS) ersetzt, dasselbe gilt für die 81 kW (110 PS)-Verteilereinspritzpumpe- und später parallel erhältlichen 85-kW- (115 PS)-Pumpe-Düse-Motoren, welche durch die 96 kW (130 PS)-Pumpe-Düse-Aggregate ersetzt werden. Die Vierzylinder-TDI-Motoren waren jetzt also ausschließlich nur noch mit Pumpe-Düse-Einspritzung erhältlich.
Der permanente Allradantrieb des Passat mit Torsen-Differential entspricht dem zeitgleich gebauten Audi A4 B6 Quattro. Gegen Aufpreis lieferbar ist er jetzt mit dem 2.0, 2.3 V5, dem 1.9 TDI mit 96 kW (130 PS) (PD) und dem 2.5 V6 TDI-Motor mit 110 kW (150 PS), weiterhin serienmäßig ist er beim 2.8 V6.
2001
Januar: 2.3 V5 jetzt mit Vierventil-Zylinderkopf und 125 kW (170 PS).
September: 4.0 W8 4Motion mit 202 kW (275 PS).
Dezember: Neuer 2.0 mit Fünfventil-Zylinderkopf und 96 kW (130 PS); diese Version des Zweiliters war jedoch nur mit Frontantrieb lieferbar. Die Zweiventil-Version des Zweiliters bleibt jedoch weiterhin mit optionalem Allradantrieb im Programm.
2002
Mai: Der Notschlüssel entfällt.
Dezember: Der 2.3 V5 wird ersatzlos aus dem Programm genommen.
2003
Juni: Der 2.5 V6 TDI ist jetzt in zwei Leistungsstufen (120 kW (163 PS) und 132 kW (180 PS)) statt 110 kW (150 PS) erhältlich. Außerdem erfüllen jetzt auch diese die Euro-4-Abgasnorm (bei 132 kW (180 PS) je nach Motorkennbuchstaben). Bei der 132 kW- (180 PS-) Version war der Allradantrieb 4Motion jetzt auch serienmäßig, bei 120 kW (163 PS) jedoch gar nicht mehr lieferbar.
Herbst: Weitere kleine Modellpflege:
- Neuer 2,0-Liter-TDI-PD-Motor mit Dieselrußpartikelfilter und 100 kW (136 PS)
- Einführung Schlüsselschalter für den Beifahrerfront- und Seitenairbag
- Neue Außenspiegel mit integrierten Seitenblinkern
- ab sofort lieferbare Einparkhilfe Park-Distance-Control (PDC)

2004
September: Der 4.0 W8 wird ersatzlos aus dem Programm genommen.
2005
Februar: Die Herstellung des Passat B5 läuft aus. Im März wird das Modell durch den Passat B6 mit Quermotor ersetzt.

## Ausstattungslinien des Passat 3B und 3BG
Der Passat B5 (Typ 3B und 3BG) war in vier Ausstattungslinien zu haben: Basis, Trendline, Comfortline und Highline. Die beschriebenen serienmäßigen Ausstattungsumfänge beziehen sich auf das erste Modelljahr des Modells 3B5 (Modelljahr 1997) und sind der damaligen VW-Preisliste entnommen.
- Basis Oberflächen mit Softlack, elektrische Fensterheber vorne, Vierspeichen-Lenkrad, Trinkbecherhalter, Polsterbezüge in einfachem Stoff, partiell lackierte Stoßfänger, Stahlfelgen mit Radkappen; beim Variant: Dachreling, Gepäckraumrollo
- Comfortline besaß etwas mehr Ausstattung. Es gab zusätzlich zur Basisversion Komfortsitze in Velours und elektrische Fensterheber hinten.
- Trendline zielte eher auf sportlich orientierte Kunden und so gab es zusätzlich zur Basisversion Sportsitze, ein Dreispeichen-Lenkrad, Sportsitze mit Lordosenstütze, elektrische Fensterheber hinten und Zierleisten in Carbonoptik.
- Highline war die höchste Ausstattungslinie. Sie war deutlich teurer, bot dafür aber auch mehr Ausstattung wie beispielsweise Ledersitze (bzw. Alcantara), Radio Gamma und  Holzzierleisten. Äußerlich gab es in Wagenfarbe lackierte Stoßschutzleisten in Stoßfängern und Türen, serienmäßig Leichtmetallräder (oder ohne Mehrpreis andere VW-Felgen  nach Wahl) und im Innenraum eine Klimaautomatik.

Beim Faceliftmodell 3BG lässt sich die Highline-Ausstattung an Chromzierleisten über den in Wagenfarbe lackierten Stoßleisten erkennen. Leichtmetallfelgen waren bei der Highline-Ausstattung des 3BG nur bei leistungsstärkeren Modellen serienmäßig vorhanden. Im Innenraum gab es Sitze mit Alcantaramittelbahnen und Sitzwangen aus Leder. Diverse Dekorelemente waren in Holz- beziehungsweise Rasteroptik ausgeführt.
Es gab darüber hinaus auch noch verschiedene, teilweise länderspezifische Sondermodelle. Im Jahre 2000 gab es beispielsweise eine „Edition“-Serie mit Adelaide-Alufelgen und adrett gemusterten Polstern von dem Auslaufmodell der ersten 3B5-Generation. In Österreich wurden ab Modelljahr 2004 die Bezeichnungen GL und GT (aufgewertete Comfort- bzw. Highline) eingeführt. Des Weiteren gab es ein Sondermodell „Business“, das mit einer integrierten Freisprecheinrichtung ausgeliefert wurde.